# Frankfurt-Altstadt
Die Altstadt von Frankfurt am Main bildet einen Stadtteil am nördlichen Mainufer. Die Altstadt besteht aus dem mittelalterlichen Stadtkern, der mit der Staufenmauer befestigt war. Er wird vom Stadtteil Innenstadt umgeben, der im 14. Jahrhundert entstandenen Neustadt innerhalb der Wallanlagen. Auf der gegenüberliegenden Mainseite befindet sich der Stadtteil Sachsenhausen, der ebenfalls schon seit dem Mittelalter zur Stadt Frankfurt gehört.
Die historische Frankfurter Altstadt galt bis zur weitgehenden Vernichtung im Zweiten Weltkrieg mit ihren rund 1250 größtenteils aus dem Mittelalter stammenden Fachwerkhäusern als eine der größten Fachwerkstädte Deutschlands. Sie war zugleich einer der bedeutendsten Anziehungspunkte für Deutschlandtouristen. Die historische Altstadt wurde durch die Luftangriffe auf Frankfurt am Main 1944 weitgehend zerstört. Die Straßenzüge sowie der gesamte Stadtteil sind heute überwiegend von schnell und einfach errichteten Gebäuden der 1950er und -60er Jahre geprägt. Mehrere markante Gebäude und einige wichtige Stadtplätze wurden jedoch wiederhergestellt oder rekonstruiert, vor allem rund um den Hauptplatz, den Römerberg.
Unter dem Namen Dom-Römer-Projekt entstand von 2012 bis 2018 zwischen dem Kaiserdom und dem Rathaus Römer, nach dem Beschluss der Stadtverordnetenversammlung aus dem Jahr 2007, auf 7.000 Quadratmetern ein neues Altstadtviertel. Die ehemaligen Straßenzüge und Plätze wurden wiederhergestellt, vor allem der historische Krönungsweg deutscher Kaiser, die Straße Alter Markt, sowie der Hühnermarkt und Hinter dem Lämmchen. Neben dem Stadthaus am Markt über dem Archäologischen Garten entstanden nach einer strengen Gestaltungssatzung 35 Häuser, darunter 15 als schöpferische Nachbauten bezeichnete Rekonstruktionen zerstörter Gebäude und 20 neu entworfene Bauten.

## Allgemeines

### Fläche und Bevölkerung

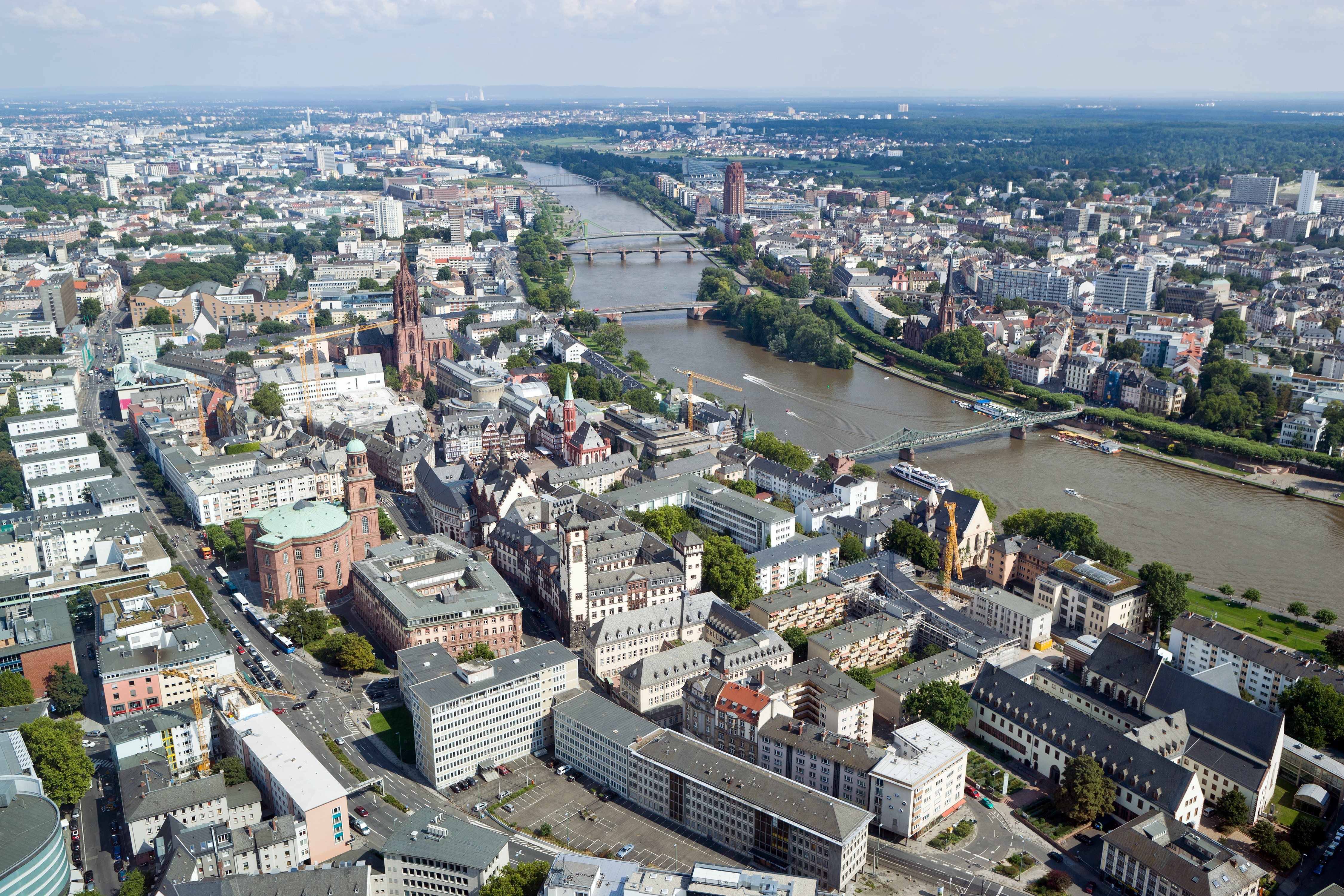
Der Stadtteil südlich der Berliner Straße, im Vordergrund das Karmeliterkloster, vom Commerzbank Tower gesehen (August 2010). Der Bereich vor dem Dom ist das Herzstück der Neuen Frankfurter Altstadt

Mit einem halben Quadratkilometer Fläche ist die Altstadt der kleinste Stadtteil Frankfurts. Sie entspricht in etwa der städtischen Bebauung, die gegen Ende des 12. Jahrhunderts erreicht und durch die noch teilweise erhaltene Staufenmauer begrenzt war.
Die Gemarkungsfläche ist vollständig bebaut; außer dem Main, dem Mainufer, Straßen, Plätzen und Innenhöfen gibt es keine Freiflächen. Die Bebauung entstammt überwiegend der Wiederaufbauphase der Nachkriegszeit; darüber hinaus gibt es zahlreiche, teilweise nach Kriegszerstörung rekonstruierte, historische Bauwerke.
Von den 4.288 Einwohnern der Altstadt sind etwa 37
Prozent Ausländer. Dies liegt über der Quote der Gesamtstadt (rund 32 Prozent), aber teils deutlich unter dem Anteil anderer zentraler Stadtteile.
In der westlichen Altstadt dominieren kulturelle (Museen, Theater) und Dienstleistungsnutzungen, letztere vor allem entlang der Weißfrauen- und Berliner Straße. Im Viertel um das Karmeliterkloster und am Mainufer gibt es auch Wohnbebauung. Die zentrale Altstadt dient vor allem dem Tourismus rund um die bedeutendsten Sehenswürdigkeiten wie die Paulskirche, den Römerberg und den Kaiserdom sowie als Sitz der Stadtverwaltung administrativen Zwecken. In der nördlichen Altstadt ist der Einzelhandel stark vertreten, vor allem in den Straßen Neue Kräme und Töngesgasse. In der östlichen Altstadt dominiert die Wohnnutzung, das Viertel ist außerdem Zentrum des Frankfurter Kunsthandels (Braubachstraße und Fahrgasse).

### Wirtschaft

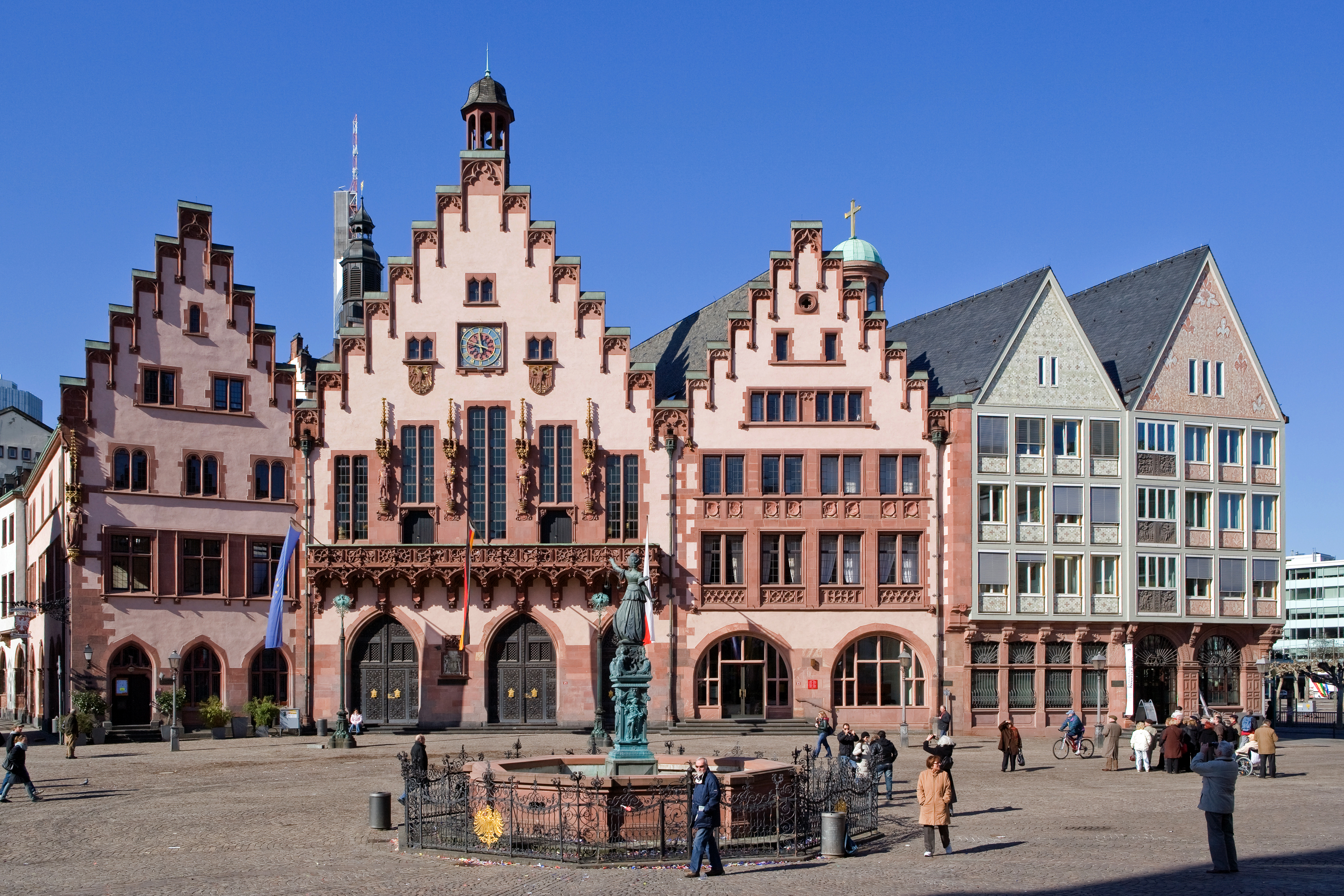
Der Römer am Römerberg ist seit 1405 Sitz der Stadtverwaltung Frankfurts (März 2011).

Der mit Abstand größte Arbeitgeber in der Altstadt ist die hier ansässige Stadtverwaltung. Seit dem 13. Jahrhundert ist der Stadtteil das politische Zentrum Frankfurts. Oberbürgermeister, Magistrat und Stadtverordnetenversammlung sowie ein wesentlicher Teil der städtischen Ämter haben seit über 600 Jahren ihren Sitz im Römer oder in angrenzenden Liegenschaften. Mit dem Abriss des Technischen Rathauses ab 2010 zog das Stadtplanungsamt in ein Gebäude an der nicht weit entfernten Kurt-Schumacher-Straße um.
Zwei weitere große Einrichtungen verließen die Altstadt (und Frankfurt am Main) Anfang des 21. Jahrhunderts: der Bundesrechnungshof in der Berliner Straße verlegte seinen Sitz nach Bonn, die 1873 in der Stadt gegründete Degussa in der Weißfrauenstraße zog nach Düsseldorf um. Während das denkmalgeschützte Gebäude des Bundesrechnungshofs in Frankfurt am Main zu einem Hotel- und Geschäftskomplex namens Kornmarkt-Arkaden umgestaltet wurde, entstand auf dem Degussa-Areal ein Neubauviertel unter dem Projektnamen Maintor.
Weitere wichtige Wirtschafts- und Arbeitsplatzfaktoren sind der Einzelhandel und der Tourismus. Während es bis zum Zweiten Weltkrieg noch zahlreiche kleine Gewerbebetriebe in den engen Gassen gab, überwiegt heute der Einzelhandel. Insbesondere in der Neuen Kräme und der Töngesgasse sowie entlang der Berliner Straße finden sich zahlreiche zum Teil alteingesessene Fachgeschäfte. Das Viertel um den Weckmarkt am Dom und insbesondere die Fahrgasse sind trotz eines gewaltigen Bedeutungsverlustes gegenüber der Vorkriegszeit ein Zentrum des Antiquitätenhandels in Frankfurt.

### Verkehr

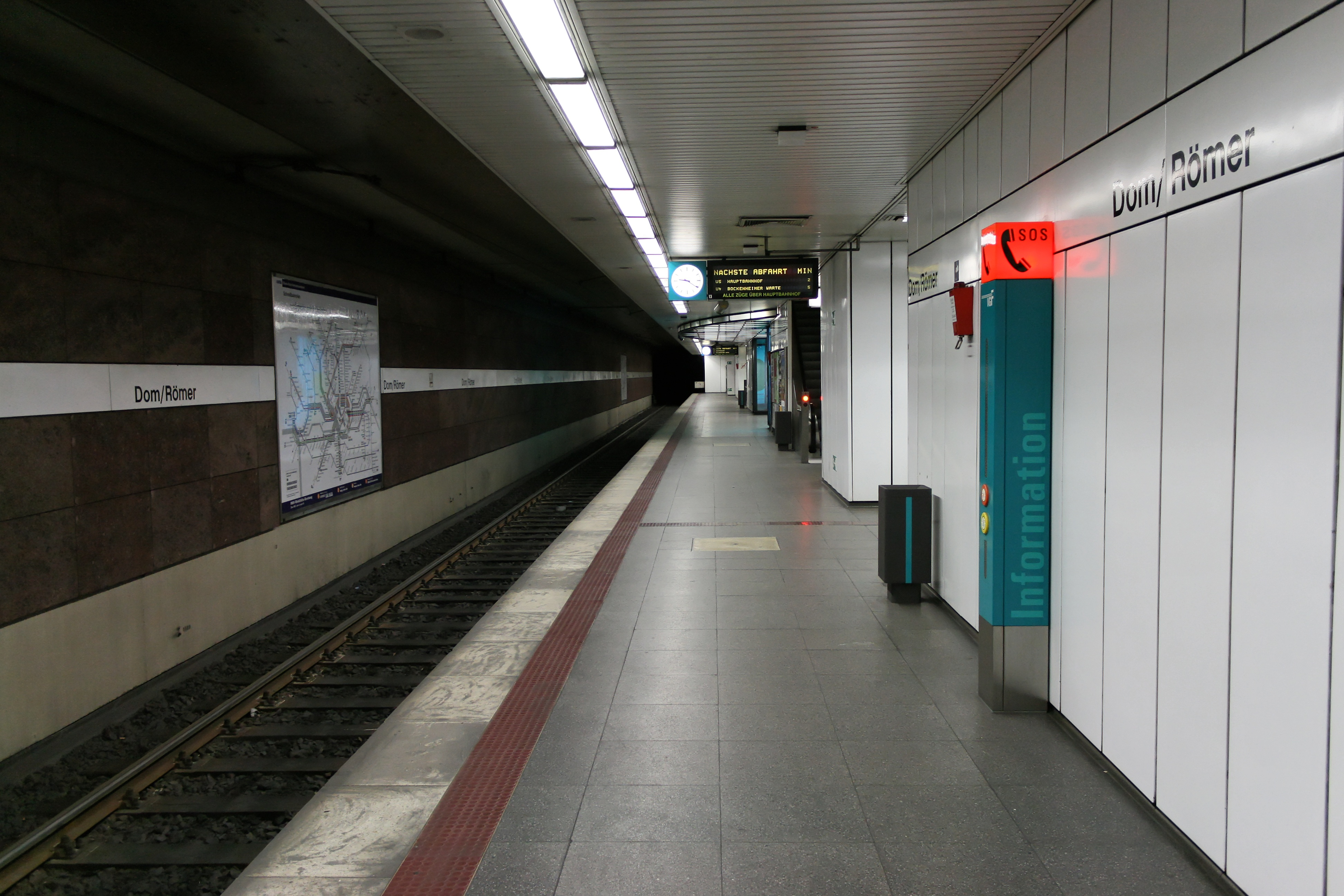
U-Bahnhof Dom/Römer (Juli 2008)

Die Altstadt ist hervorragend durch den Öffentlichen Nahverkehr erschlossen. Der 1974 eröffnete U-Bahnhof Dom/Römer der Linien U4 und U5 liegt zentral unter dem historischen Kern der Stadt. Der Bau der Strecke und der Station in den Jahren 1968 bis 1974 stellte eine besondere technische Herausforderung dar. Der Umsteigebahnhof Willy-Brandt-Platz erschließt Teile der westlichen Altstadt, die Schnellbahnknoten Hauptwache und Konstablerwache den Norden des Stadtteils.

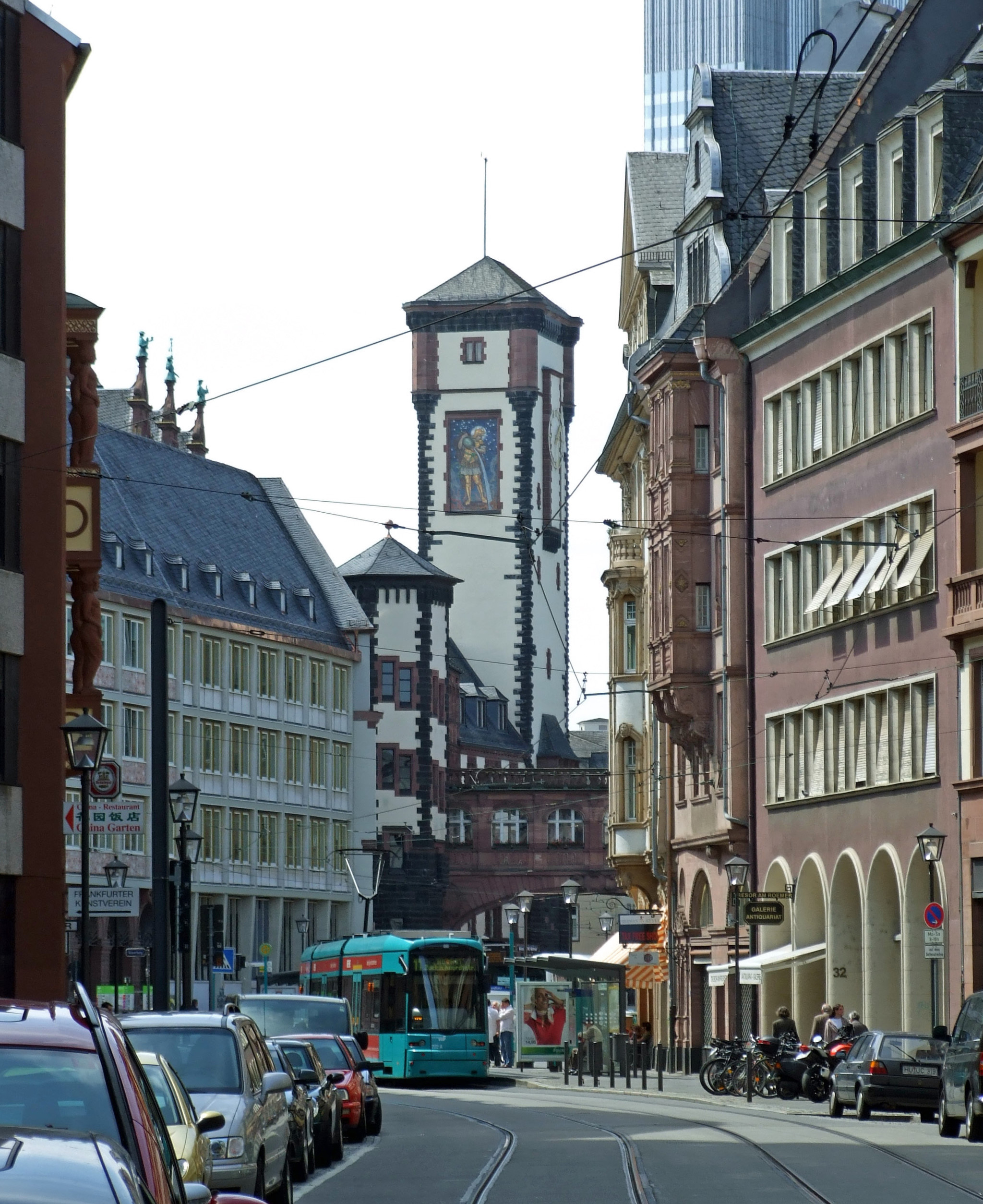
Straßenbahn der Linie 11 in der Braubachstraße, Blick auf den Rathausturm „Langer Franz“ mit Notdach (Mai 2009)

Auf dem zentralen Straßenzug Bethmannstraße–Braubachstraße–Battonnstraße, der „Altstadtstrecke“, verkehren außerdem die Straßenbahnlinien 11, 12 und 14. Anfang des 20. Jahrhunderts wurden zwei Straßenbahnlinien durch die Altstadt gebaut, die eine – die sogenannte Dienstmädchenlinie – von der Zeil her über Im Trierischen Hof in Richtung Dom, die andere entlang des neu angelegten Straßendurchbruchs der Braubachstraße in Ost-West-Richtung.
Während die Dienstmädchenlinie niemals erfolgreich war und schon nach dem Ersten Weltkrieg stillgelegt wurde, blieb die Ost-West-Linie, die sogenannte Altstadtstrecke bis heute in Betrieb. 1986 war ihre Stilllegung bereits beschlossen, wurde aber auf Intervention des Regierungspräsidenten in Darmstadt zurückgezogen. Inzwischen hat die Altstadtstrecke wieder einen festen Platz im Frankfurter öffentlichen Personennahverkehr. Zudem dient sie noch als Strecke einer Frankfurter Touristenattraktion, des Ebbelwei-Expreß.
Für den Individualverkehr sind die nach dem Zweiten Weltkrieg angelegten Straßen Berliner Straße (1952–1954) und Kurt-Schumacher-Straße sowie der Mainkai die wichtigsten Verkehrsachsen. Vor allem im nördlichen Teil der Altstadt gibt es zahlreiche Parkhäuser, im Zentrum das zweigeschossige unterirdische Parkhaus Dom-Römer zwischen Dom und Römer.
Vom Gebiet der Altstadt führen drei Brücken über den Main: die wohl spätestens Anfang des 13. Jahrhunderts entstandene Alte Brücke, die auf das Jahr 1868 zurückgehende, reine Fußgängerbrücke Eiserner Steg und die 1872–1874 als zweite Straßenbrücke errichtete Untermainbrücke.
Der Mainkai war Standort des ältesten Hafens der Stadt, der bei der Restaurierung des Saalhofs 2009 ausgegraben und in das Historische Museum integriert wurde. Heute befinden sich am Mainkai die Anlegestellen der auf Main und Rhein verkehrende Ausflugsschiffe. Der Güterverkehr wird heute in den während der Gründerzeit entstandenen Frankfurter Mainhäfen betrieben.

## Geschichte

### Topographische Vorbedingungen und Vorgeschichte

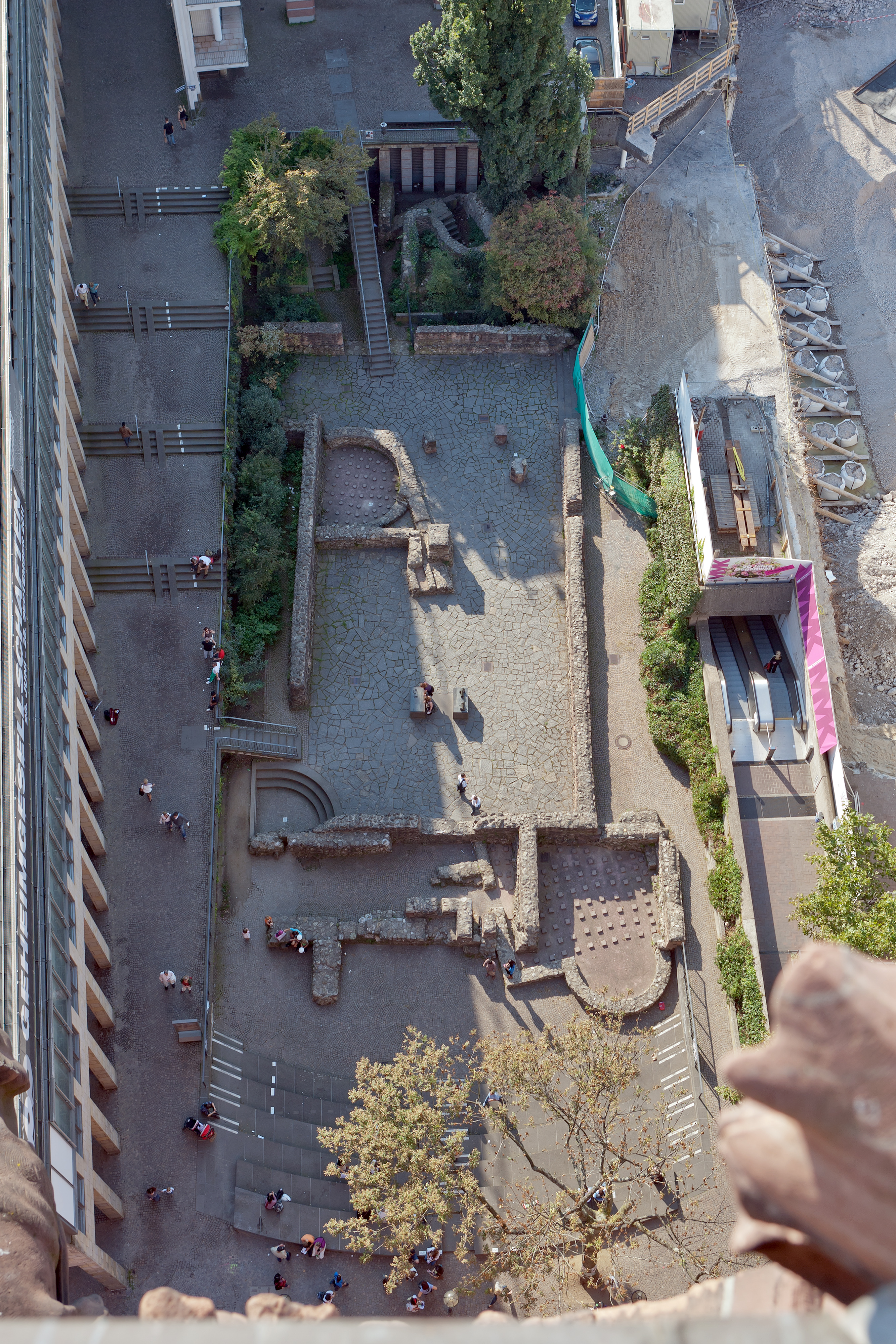
Reste ältester Siedlungsspuren auf dem Domhügel, darunter der römischen Niederlassung sowie im Wesentlichen der Königshalle der karolingischen Pfalz des 9. Jahrhunderts, im sogenannten Archäologischen Garten, vom Domturm aus gesehen, September 2011

Die Altstadt liegt auf dem rechten Mainufer am äußeren Rand eines leichten Flussbogens. Nach Norden begrenzte sie ein oberirdischer fließender, von einem Moor umgebener Nebenarm des Mains, die Braubach, im ungefähren Verlauf der gleichnamigen Straße, in ihrer Verlängerung dann der Bethmannstraße. Topographisch, teilweise auch noch heute, zeichnete sich das südlich der Braubach gelegene Gebiet durch einen starken Wechsel von Anhöhen und Senken aus.
Die Senken waren regelmäßig Überschwemmungen des Mains ausgesetzt und stellten daher für lange Zeit keine geeigneten Siedlungsflächen dar. Bei den Anhöhen handelte es sich im Wesentlichen um den Domhügel, auch Dominsel, an der Stelle der heutigen Kaiserdoms St. Bartholomäus, den Samstagsberg im Bereich des heutigen östlichen Römerberges und den Karmeliterhügel an der Stelle der gleichnamigen Klosteranlage. Eine für Personen und Fuhrwerke passierbare Furt, die der Stadt später den Namen geben sollte, befand sich wahrscheinlich zwischen der Alten Brücke und dem Rententurm. Sie verschwand spätestens bei der Ausbaggerung des Mains im 19. Jahrhundert. Lediglich die Namen des Fahrtors und der Fahrgasse erinnern noch daran.
Das Gebiet zwischen Samstagsberg und Domhügel (spätere Zentralachse: die Straße Markt) war nach den Erkenntnissen der jüngeren Archäologie seit der Jungsteinzeit regelmäßig und spätestens seit der Spätantike durchgehend besiedelt und kann damit als historische Keimzelle der Stadt gelten. Ältester bis heute erhalten gebliebener Rest einer Bebauung ist eine römische Niederlassung auf dem Domhügel, die jedoch entgegen früheren Vermutungen mit Sicherheit kein Zentrum römischen Lebens in der Region darstellte – dieses war im Nordwesten des heutigen Stadtgebietes in Nida angesiedelt.
Nach dem Limesfall endete im frühen 3. Jahrhundert der römische Aufenthalt im Altstadtgebiet: Alamannen zerstörten einen Großteil der Gebäude und ließen sich auf dem Domhügel nieder. Anfang des 6. Jahrhunderts löste die Herrschaft der Merowinger die der Alamannen ab. Aus beiden Zeitepochen hat sich außer Keramik und Münzen wenig erhalten: dem 7. Jahrhundert entstammte eine kleine Marienkirche, die heute weitgehend unter den Fundamenten des Domturms liegt. Nordöstlich davon, also bereits mitten im Langhaus des heutigen Doms, lag ein weiteres kleines Steingebäude mit nachrömischer Hypokaustheizung.

### Die Altstadt seit karolingischer Zeit
Die Gründungssage der Stadt nennt Karl den Großen als Stadtgründer, was zwar der ältesten erhaltenen urkundlichen Erwähnung anlässlich einer Schenkung an das Kloster St. Emmeran bei Regensburg am 22. Februar 794 entspricht, nicht aber dem archäologischen Befund. Demnach entstand die Königspfalz Frankfurt erst unter dem Sohn des legendären Gründers, Ludwig dem Frommen, wohl zwischen 815 und 822. Dessen Nachkomme, Ludwig der Deutsche, stiftete 852 Salvatorstift und -kirche (später Bartholomäusstift und Dom). Damit waren zwei bedeutende Einrichtungen geschaffen, in deren Umfeld sich die kleine Stadt Franconofurd für Beamte, Handwerker und weitere mit ihnen wechselwirkende Berufe entwickeln konnte.

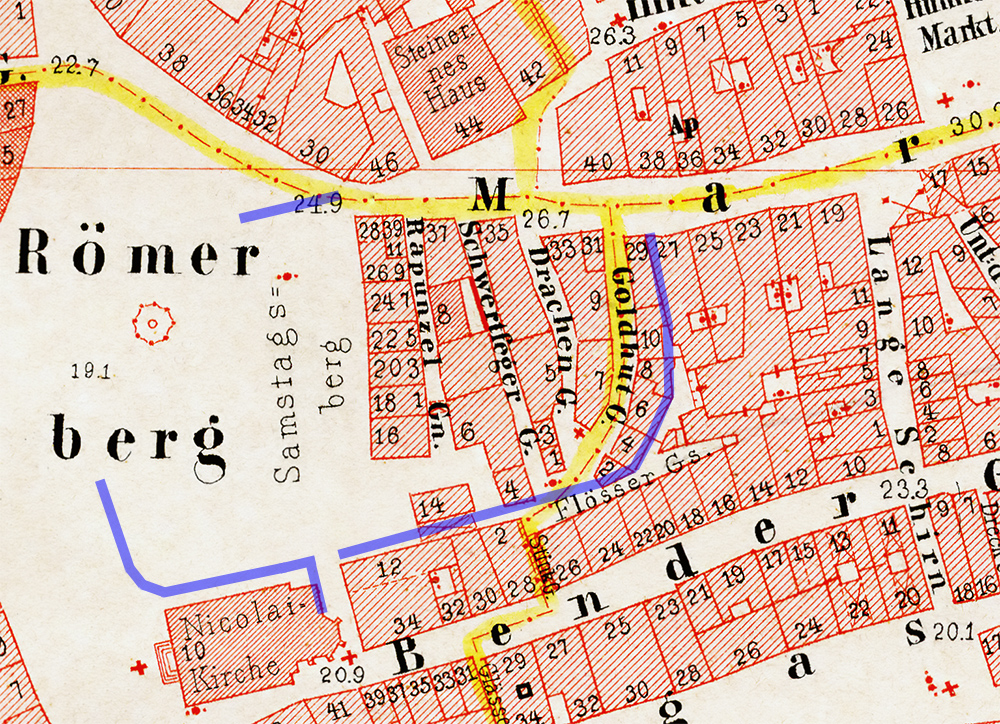
Mauerring um die Kernsiedlung auf dem Samstagsberg
(Chromolithografie von Friedrich August Ravenstein von 1862 mit Überlagerung nach archäologischen Befunden)

Die Kernsiedlung war nach gegenwärtigem Forschungsstand auf dem Samstagsberg zu lokalisieren. Dies ergibt sich zunächst aus topographischen Überlegungen: Pfalzgebäude und Salvatorkirche okkupierten das Gelände vom Domhügel bis zur ehemaligen Altstadtgasse Lange Schirn, in etwa auf Höhe der Rotunde der heutigen Schirn Kunsthalle; nördlich floss die Braubach und westlich vor dem heutigen Römer lag eine weitere hochwassergefährdete Niederung.
Archäologische Befunde auf dem Römerberg und zuletzt im Bereich der Alten Nikolaikirche ließen geringe Reste einer als karolingisch anzusprechenden Mauer erkennen, die vermutlich die Siedlung auf dem Samstagsberg umgab und in einem fortgesetzten Verlauf auch zufriedenstellend die auffällige Rundung der Parzellen an der ehemaligen Goldhutgasse erklären würde. Folgt man dieser Annahme, so wurde die Mauer im Süden in etwa durch den Verlauf der späteren Bendergasse begrenzt, die nördliche und westliche Ausdehnung ist nur zu erahnen. Insgesamt ergibt sich aber eine typische, ringartige Befestigung, deren einstige Zeilenbebauung im östlichen Teil noch bis zu den Zerstörungen des Zweiten Weltkriegs von den in ihren ehemaligen Grenzen gelegenen Parzellen widergespiegelt wurde.
Im 9. Jahrhundert entwickelte sich die Pfalz Franconofurd zu einem der politischen Zentren des östlichen Frankenreiches. Um das Jahr 1000 wurde das Altstadtgebiet unter der Dynastie der Ottonen mit einem weiter ausgreifenden Mauerring befestigt. Ob sich die Kernsiedlung zu dieser Zeit bereits über die karolingische Mauer hinaus ausgedehnt hatte, ist unklar. Mit aller Vorsicht weisen jüngere Publikationen darauf hin, dass frühestens ab Mitte des 10. Jahrhunderts ein sehr lange andauernder Übergang vom Pfostenhaus zum Fachwerkbau mit Steinfundament vollzogen wurde, die spärlichen Befunde deuten dann auch tatsächlich auf eine langsame Ausdehnung der Stadtgrenzen in jener Zeit hin.

Plan der Altstadt im Jahr 1628 von Matthäus Merian: Das unregelmäßig wirkende Straßenraster des Dom-Römer-Areals gegenüber dem Rest der Altstadt ist ebenso erkennbar wie die umgebende Staufermauer
(Kupferstich)

Nachdem die karolingische Pfalz wohl zwischen 1017 und 1027 durch einen Brand abging und das Herrschergeschlecht der Salier wenig Interesse an der Stadt zeigte, weitete sich die Siedlungsaktivität erst unter aktiver Förderung der Staufer im 12. Jahrhundert wieder erheblich aus. König Konrad III. ließ Mitte des 12. Jahrhunderts mit dem noch heute in Teilen aus dieser Zeit erhaltenen Saalhof eine Königsburg am Main errichten. Wenig später wurde das Stadtgebiet mit einer nach dem schwäbischen Adelsgeschlecht benannten Mauer umfasst, deren Verlauf an geringen oberirdisch erhaltenen Resten noch heute deutlich in der Stadtgestalt ablesbar ist.
Ebenfalls klar erkennbar war die staufische Stadtplanung bis zu den Zerstörungen des Zweiten Weltkrieges an der Regelmäßigkeit des Straßenrasters außerhalb der ehemaligen Kernsiedlung, etwa in der Bendergasse, für die als eine der wenigen ehemaligen Straßen der Altstadt eine Anlage im 13. Jahrhundert auch archäologisch belegt ist. Nicht wesentlich jünger sind aber auch die ersten erhaltenen schriftlichen Zeugnisse für eine Bebauung wichtiger Straßenzüge, etwa des Marktes. Die einzige Abweichung von dieser Regel stellte die chaotisch wirkende Bebauung des ehemaligen Pfalzgeländes dar, die vermutlich in einer ungeordneten Überbauung in der Zeit zwischen dem Niedergang der Pfalz und dem Auftreten der Staufer zu erklären ist.
Nach dem Ende der staufischen Herrschaft im 13. Jahrhundert bildete sich eine städtische Selbstverwaltung heraus, die 1245 mit der Reichsunmittelbarkeit begann und 1372 mit dem Erwerb des Schultheißenamtes vollendet war. In diese durch Erwerb zahlreicher kaiserlicher Privilegien auch erste politische und wirtschaftliche Blüte fallen die meisten Kirchen- und Klostergründungen und die Errichtung der bedeutendsten öffentlichen Gebäude, zuletzt des Rathauses durch Umbau 1405. Eine Überlieferung zum Straßennetz durch den Kanoniker Baldemar von Petterweil lässt erkennen, dass es wohl schon im frühen 14. Jahrhundert in seiner danach über Jahrhunderte nicht mehr veränderten Form vollendet war.

### Die Altstadt in der frühen Neuzeit

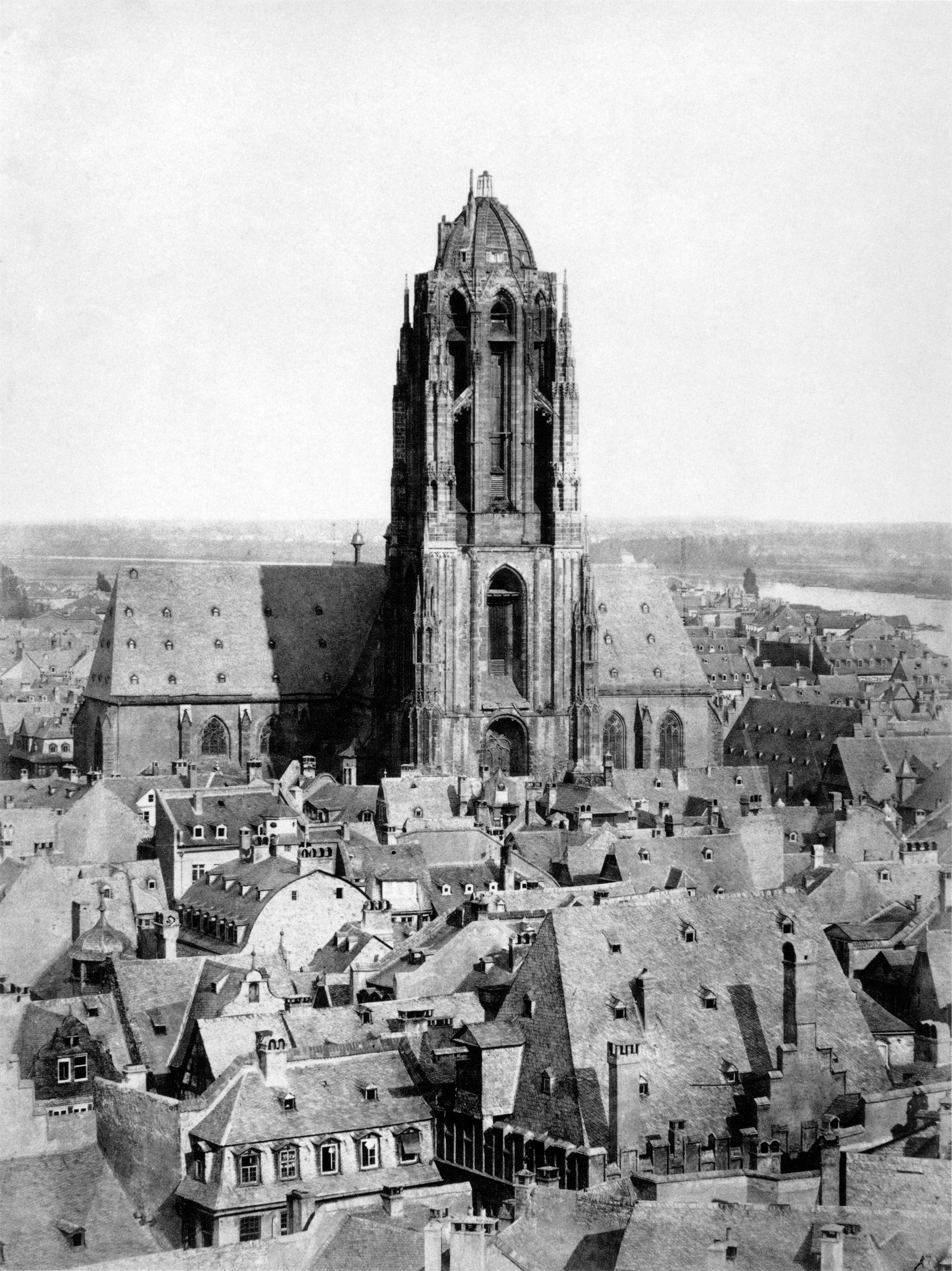
Blick von der Paulskirche zum Dom, 1866

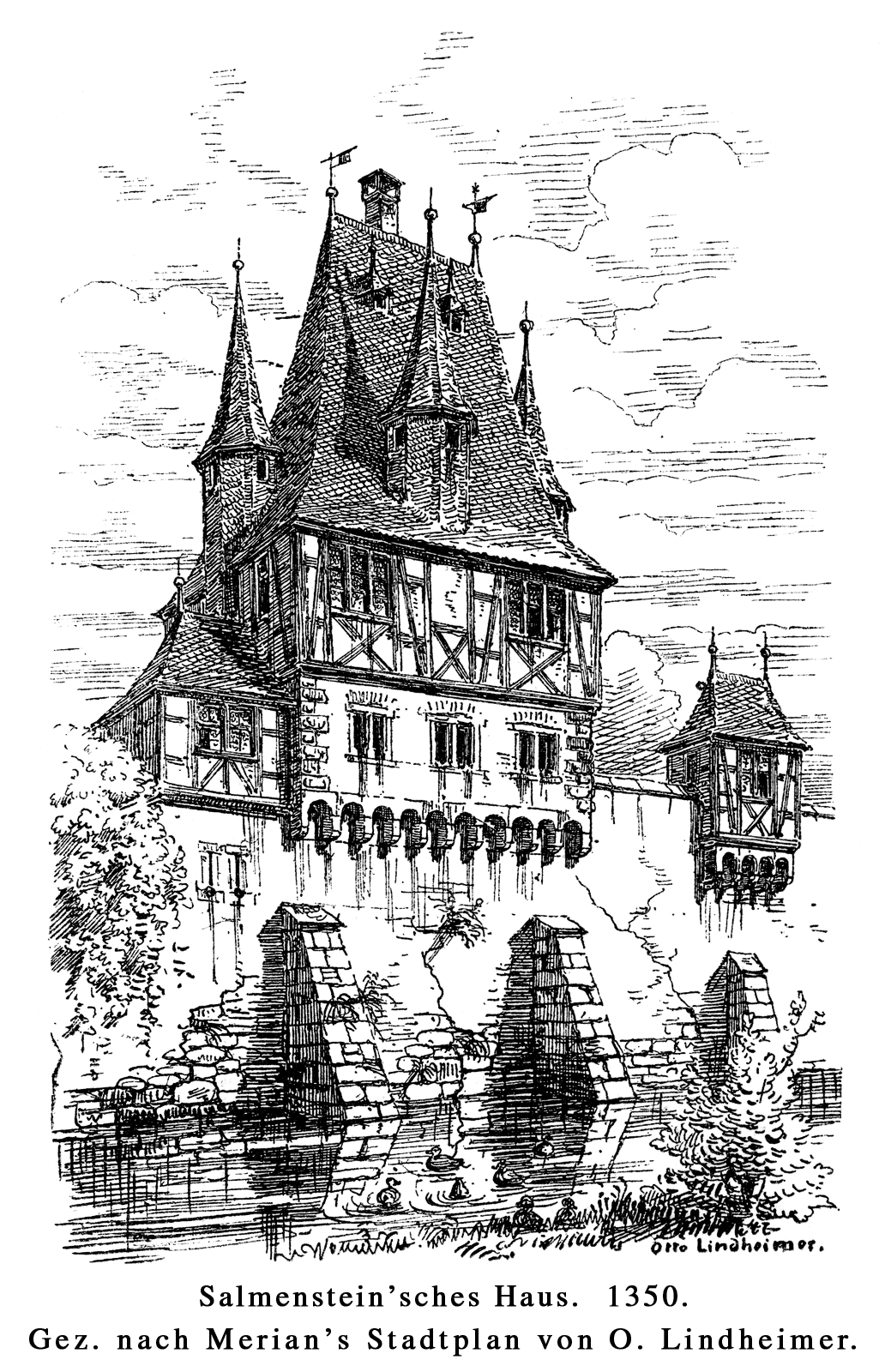
Salmensteinsches Haus in der Frankfurter Stadtbefestigung, 1810 abgerissen (Darstellung von 1886), Vorbild für den Rathausturm „Kleiner Cohn“

Im Laufe der Jahrhunderte wuchs die Bevölkerung der Stadt immer weiter an, wodurch sich die Bevölkerungsdichte in der Altstadt kontinuierlich erhöhte. Die Gebäude hatten schließlich bis zu fünf Vollgeschosse und (aufgrund der üblichen, sehr steilen Dächer) mehrere Dachgeschosse. Viele Obergeschosse kragten deutlich über das vorige aus, so dass sich die Bewohner der obersten Geschosse teilweise über die Gasse hinweg die Hand reichen konnten.
Städtebaulich ließ die Altstadt eine klare Struktur mit drei Nord-Süd-Achsen erkennen: Im Westen verlief der Kornmarkt zwischen der Bockenheimer Pforte (nach der später dort errichteten Kirche dann auch Katharinenpforte genannt) und dem Leonhardstor neben der Leonhardskirche am Main. In der Mitte verband die Neue Kräme die beiden größten Plätze in der Altstadt, den Liebfrauenberg mit dem Römerberg und weiter mit dem südlich davon gelegenen Fahrtor am Mainufer und dem dortigen Hafen. Östlich des Dom verlief die Fahrgasse von der Bornheimer Pforte nahe der heutigen Konstablerwache zur Mainbrücke. Sie war bis ins 20. Jahrhundert die verkehrsreichste Straße Frankfurts.

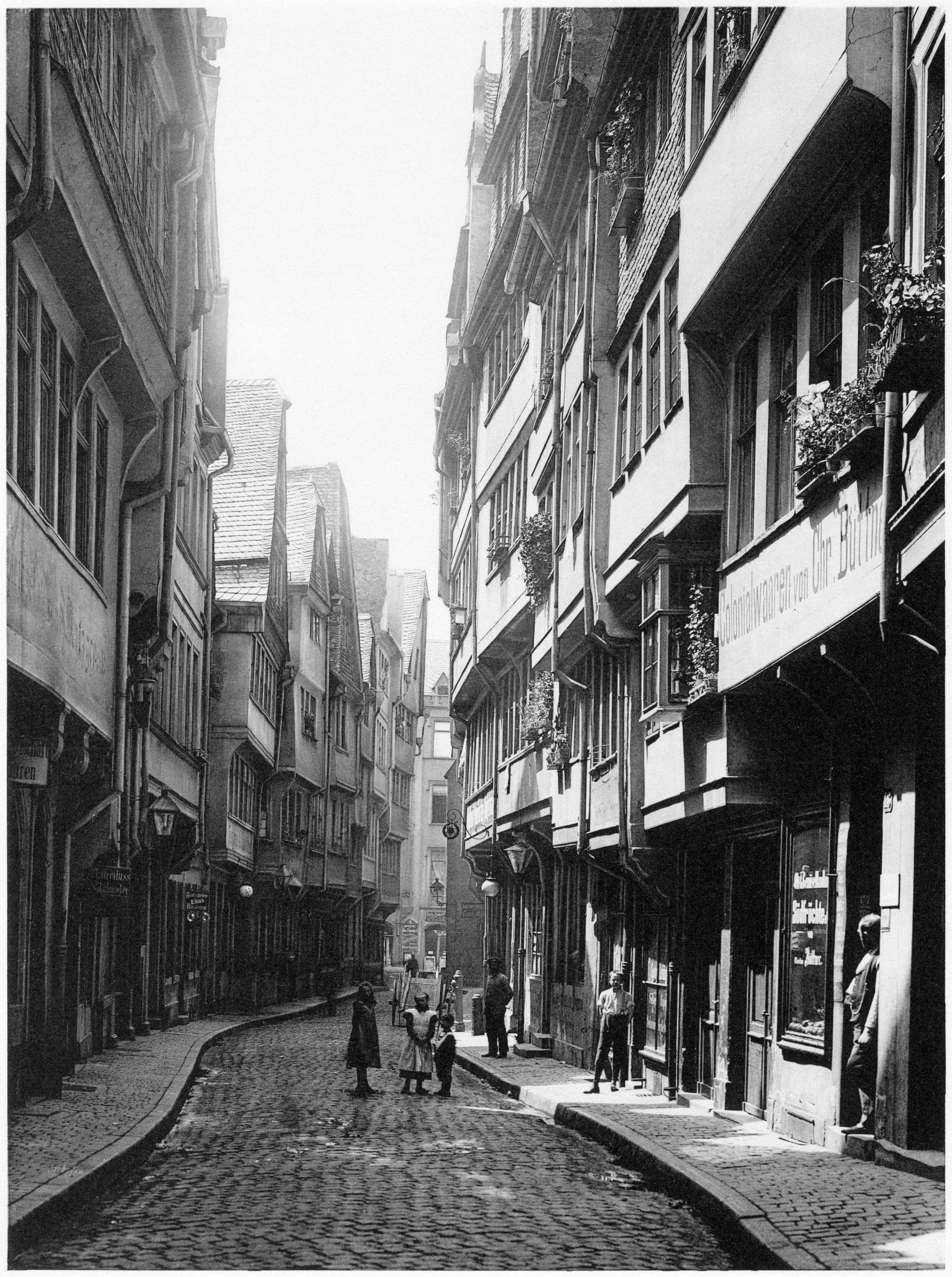
Die Bendergasse von Osten, eine in der Bebauung typische Gasse der innersten Frankfurter Altstadt, um 1904

Die sechs Ost-West-Achsen waren im Stadtbild weniger klar zu erkennen. Nahe dem damaligen nördlichen Mainufer gelegen verlief der wichtige Straßenzug Weckmarkt-Saalgasse-Alte Mainzer Gasse, nördlich davon die Verbindungen Bendergasse-Limpurgergasse-Münzgasse und Kannengießergasse-Markt-Wedelgasse-Barfüßergasse. Weitere wichtige Ost-West-Verbindungen waren die Schnurgasse, die etwa entlang der heutigen Berliner Straße verlief, sowie der Straßenzug Töngesgasse-Bleidenstraße-Großer Hirschgraben. Den nördlichen Rand der Altstadt markierte der Holzgraben.
In der dichtbesiedelten Altstadt lebte die Mehrheit der Frankfurter Bevölkerung, während die Neustadt bis weit ins 18. Jahrhundert hinein den Charakter einer Vorstadt mit lockerer Bebauung und sogar landwirtschaftlich genutzten Flächen behielt. Seit dem Fettmilch-Aufstand von 1614 war das Stadtgebiet in 14 Quartiere eingeteilt, davon sieben in der relativ kleinen Altstadt, fünf in der dreimal größeren Neustadt und zwei in Sachsenhausen. Jedes Quartier stellte eine militärisch organisierte Bürgerwehr unter dem Kommando eines Bürger-Capitains, des einzigen demokratisch gewählten Amtes in der ansonsten ständisch verfassten Reichsstadt.
Zu wesentlichen Veränderungen im Stadtbild kam es erst nach dem Großen Christenbrand von 1719. Dabei brannten über 430 Häuser in der nordöstlichen Altstadt ab. Um derartige Katastrophen künftig zu verhindern, verschärfte der Rat 1720 die Bauvorschriften. Zwischen 1740 und 1800 wurden über 3000 Häuser um- oder neugebaut. Dabei wurde die Zahl und Weite der Überhänge drastisch begrenzt. Außerdem mussten die Häuser künftig mit der Traufseite zur Straße gebaut werden. Anstelle der Zwerchhäuser waren nur noch kleine Mansarden zugelassen.
1785 trat Johann Georg Christian Hess sein Amt als Stadtbaumeister an. 1809 verfasste er eine Bausatzung für die Stadt Frankfurt im Auftrag des Großherzogs Carl Theodor von Dalberg, die im Grundsatz bis 1880 in Kraft blieb. Darin wurde der Klassizismus als Baustil verbindlich vorgeschrieben. Hess war geprägt vom Geist der Aufklärung und setzte sich radikal für die Architektur des Klassizismus ein. Die Erhaltung der zahlreichen mittelalterlichen Bauten Frankfurts lehnte er ab, weil sie seinen hygienischen und ästhetischen Vorstellungen nicht entsprachen. In der Neustadt und den außerhalb der 1804 bis 1808 geschleiften Stadtmauern entstehenden neuen Stadtvierteln setzte er sich mit seinen Vorstellungen mühelos durch, in der Altstadt stieß er jedoch auf den zähen Widerstand der konservativen Bürgerschaft. Lediglich die in der Altstadt neu entstehenden öffentlichen Bauten, z. B. die Paulskirche (1833) oder die Alte Börse (1843) am Paulsplatz, entsprachen seinem klassizistischen Ideal.

### Der Niedergang der Altstadt im 19. Jahrhundert

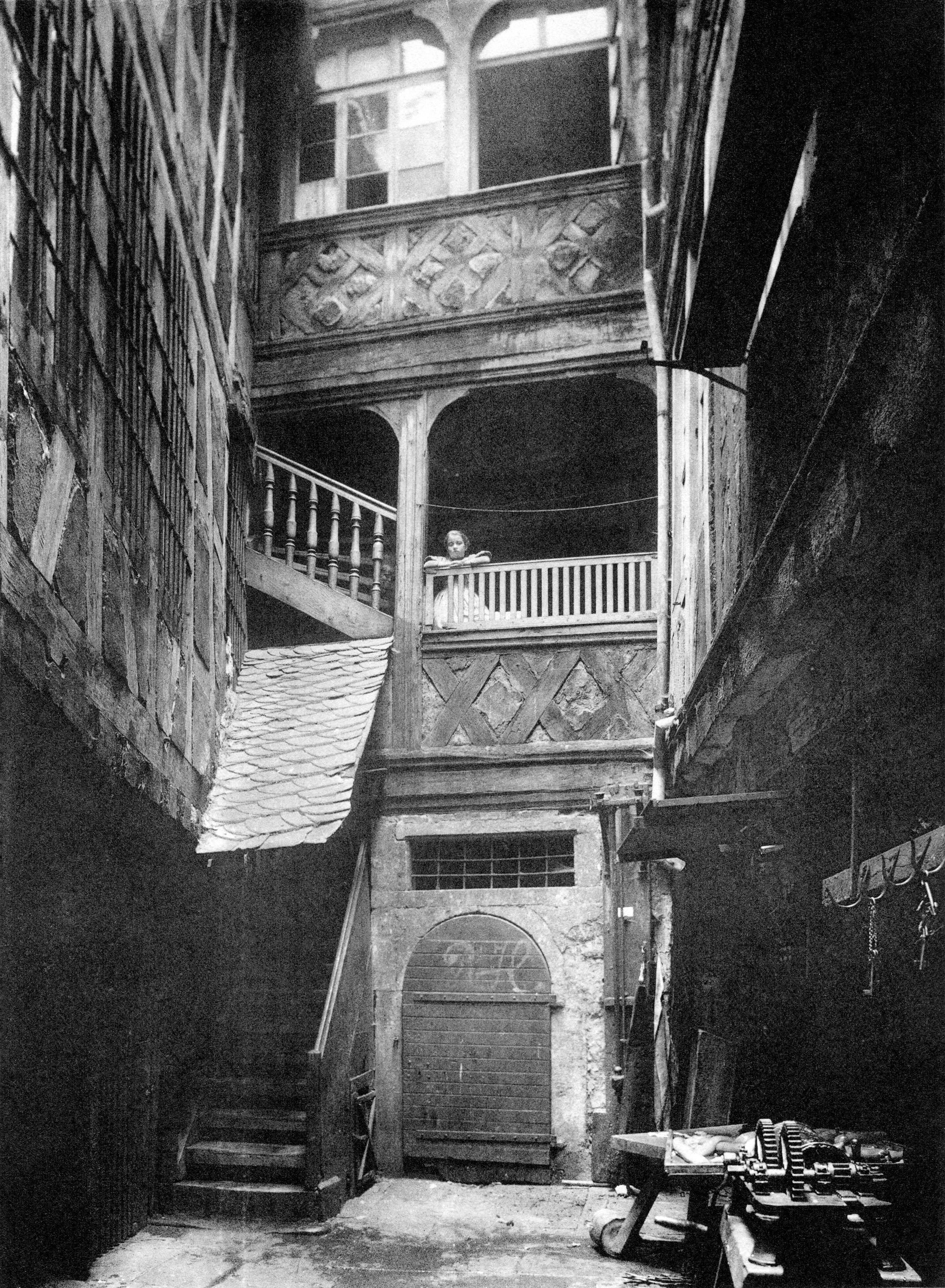
Hinterhof am Tuchgaden 9, um 1880

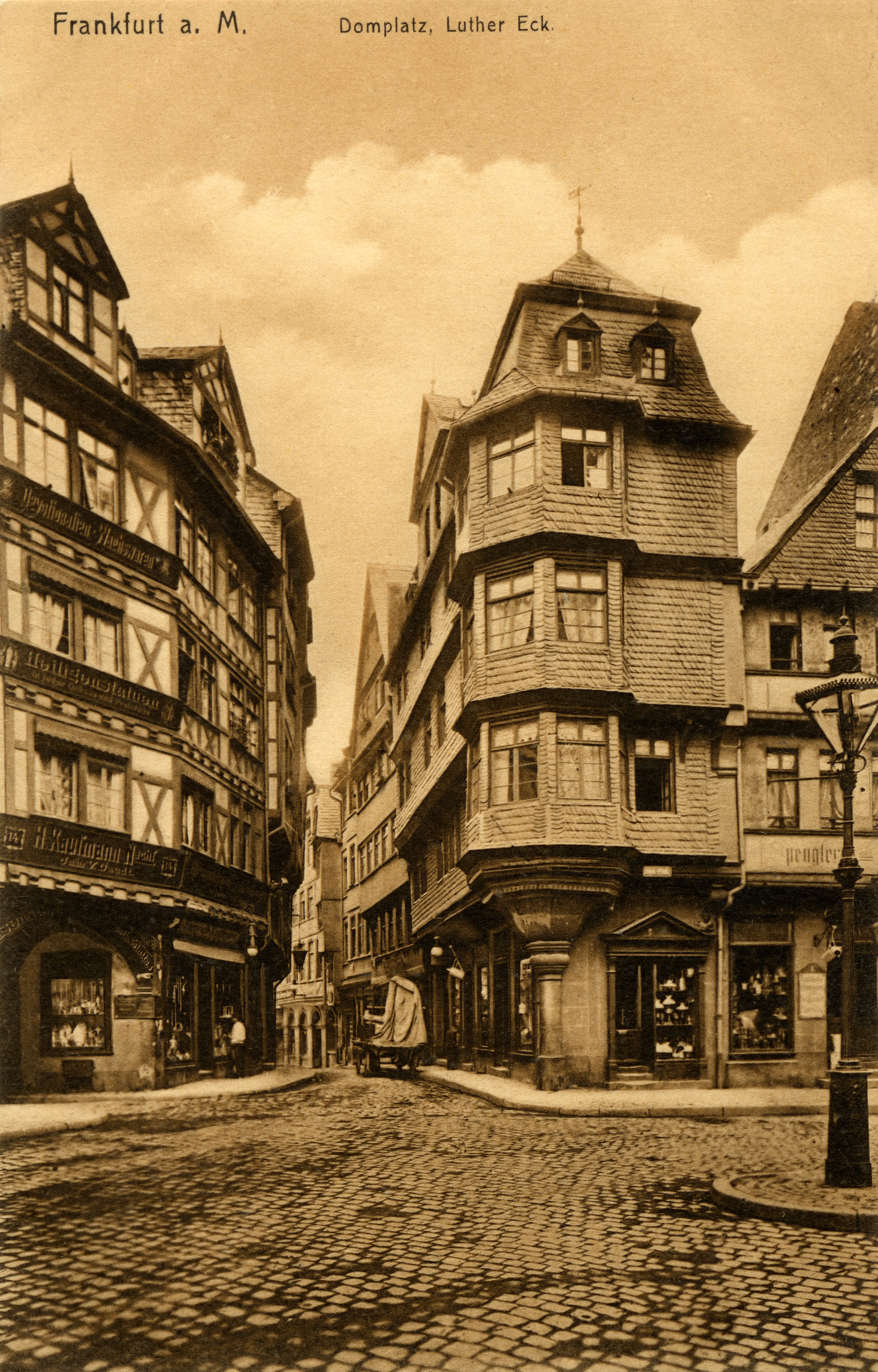
Kanngießergasse, um 1900

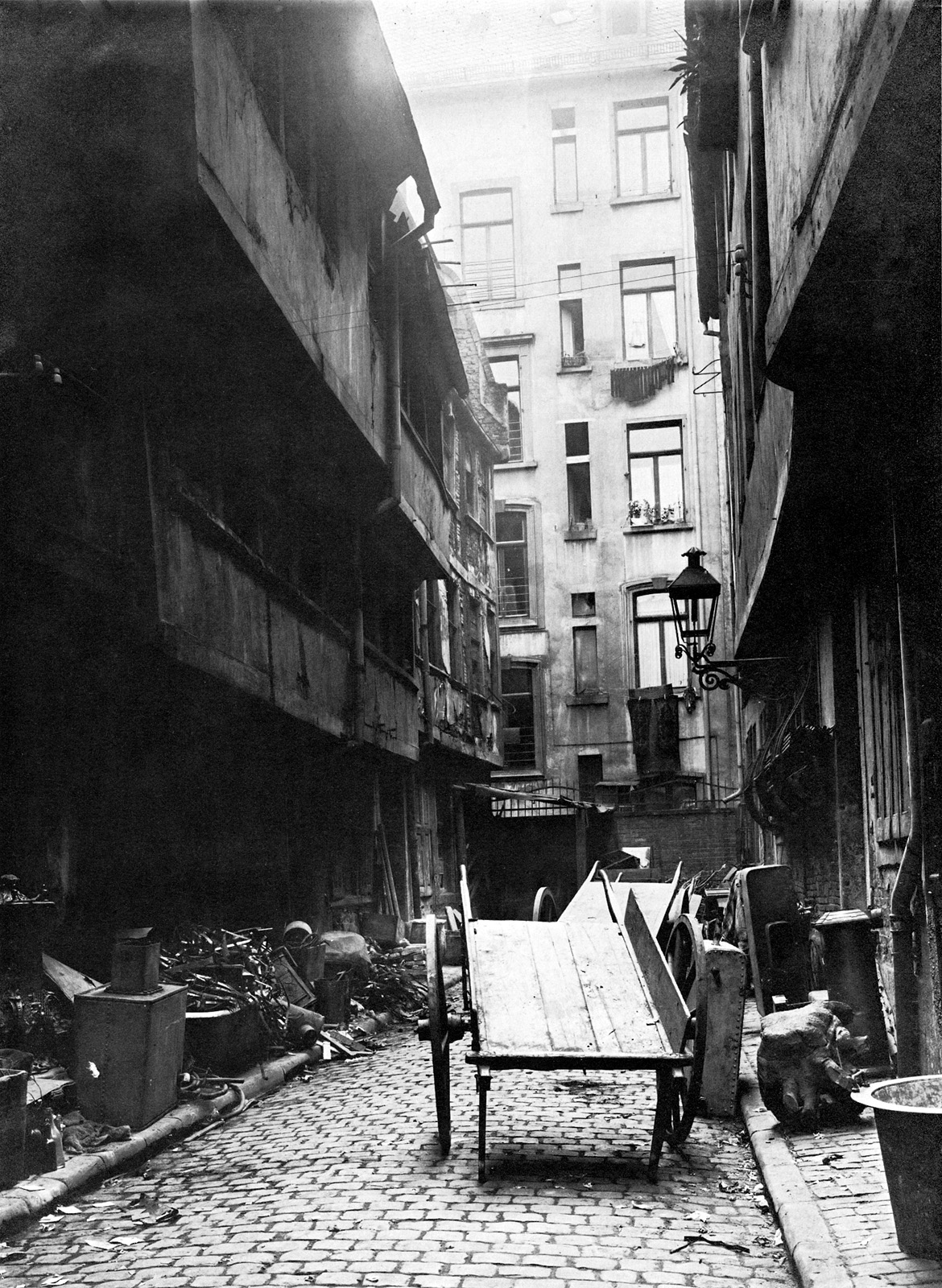
Nonnengasse, um 1915

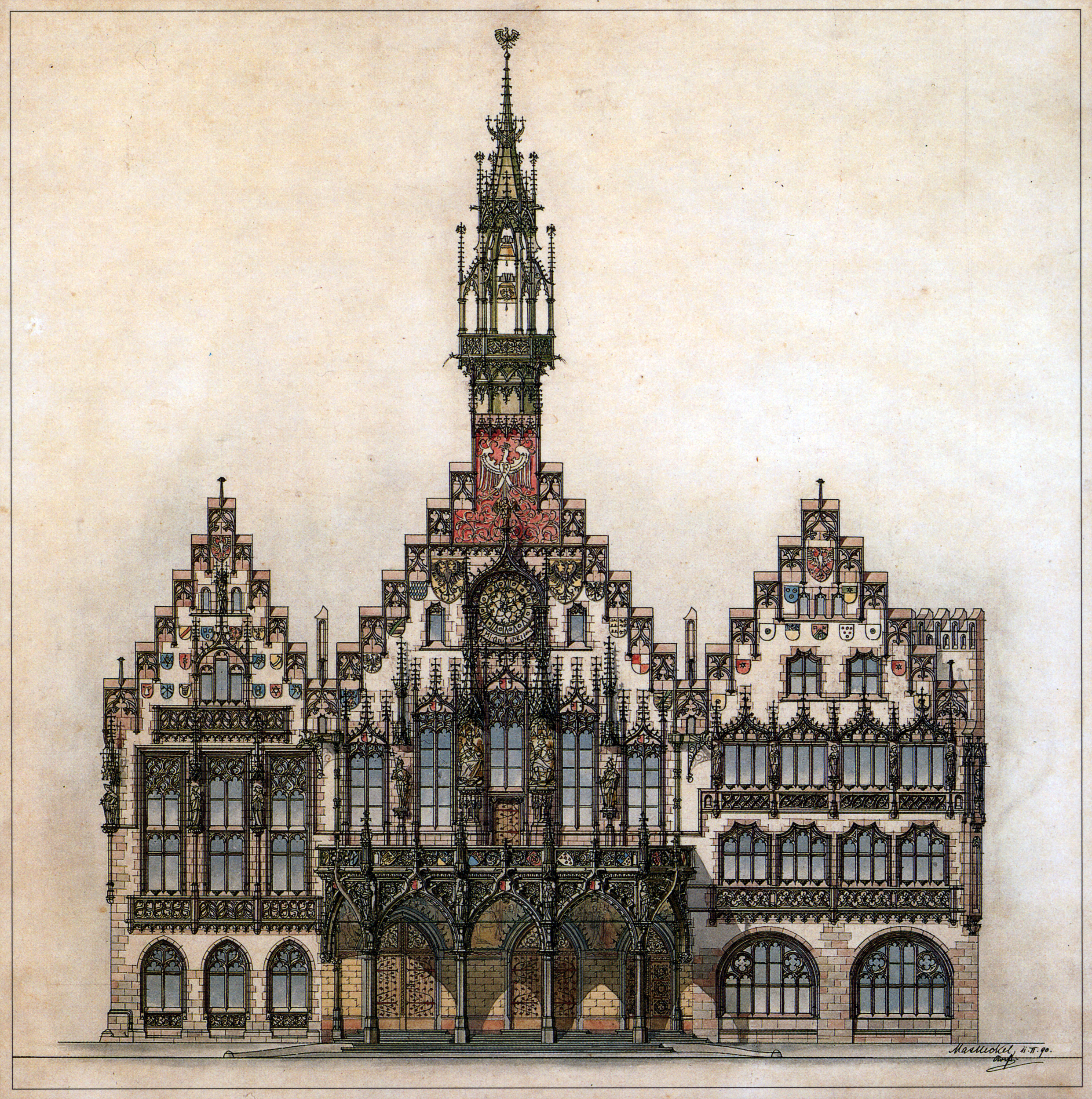
Vorentwurf Max Meckels zur Neugestaltung des Römers, 1890

Im 19. Jahrhundert galt Frankfurt wegen der zahlreichen klassizistischen Gebäude als eine der schönsten Städte Deutschlands. Die mittelalterlich wirkende Altstadt dagegen wurde als rückständig und veraltet angesehen.
Goethe ließ Mephisto über die Altstadt spotten:
Ich suchte mir so eine Hauptstadt aus,
Im Kerne Bürger-Nahrungs-Graus.
Krummenge Gäßchen, steile Giebeln,
Beschränkten Markt, Kohl, Rüben, Zwiebeln;
Fleischbänke, wo die Schmeißen hausen,
Die fetten Braten anzuschmausen;
Da findest du zu jeder Zeit
Gewiß Gestank und Tätigkeit.
(Faust. Der Tragödie zweiter Teil Vierter Akt. Hochgebirg)
Auch der Stadthistoriker Anton Kirchner schrieb 1818 in seinen Tafelwerk Ansichten von Frankfurt am Main über die Bauten der Altstadt. An der Beschreibung wird der klassizistische Zeitgeist deutlich:

„Die Überladung mit Schnitzwerk und läppischer Künstelei und die unförmigen drei- und vierstöckigen Dächer machen sie mit dem Auge leicht erkennbar. Sie gehören zu keiner Ordnung der Baukunst.“

 Dem Imageverlust entsprach ein politischer und wirtschaftlicher Niedergang. Die zweimal jährlich in der Altstadt abgehaltene Frankfurter Messe war bereits seit Mitte des 18. Jahrhunderts an Leipzig übergegangen. Mit dem Ende des Heiligen Römischen Reichs Deutscher Nation fanden auch keine Kaiserkrönungen mehr statt.
Den wirtschaftlichen und politischen Schwerpunkt Frankfurts bildete seit den napoleonischen Kriegen die Neustadt. Nach der Wiederherstellung der Freien Stadt Frankfurt auf dem Wiener Kongress nahm der Bundestag hier seinen Sitz im Palais Thurn und Taxis.
Frankfurt wurde mit den Bankhäusern Bethmann, Rothschild und Gontard zum europäischen Finanzzentrum. Für den Warenverkehr spielte das Messegeschäft nun keine Rolle mehr, stattdessen wurde die gute Verkehrsanbindung der Stadt zum Motor des wirtschaftlichen Aufschwungs. Um 1830 wurde die Dampfschifffahrt auf dem Main eingeführt, 1836 trat Frankfurt dem Deutschen Zollverein bei und bereits ab 1839 lag hier ein wichtiger Knoten im entstehenden deutschen Eisenbahnnetz.
An der Altstadt ging dieser wirtschaftliche Aufschwung vorüber. Spätestens nach der Annexion Frankfurts durch Preußen 1866 zogen die wohlhabenden Bürger in die neuen Stadtviertel außerhalb der Wallanlagen, vor allem in das Westend. Das Stadtzentrum verlagerte sich allmählich in die Neustadt, wo an der Hauptwache, der Zeil und am Roßmarkt zahlreiche Gründerzeitbauten entstanden. Die einstigen Messehallen in den Gebäuden der Altstadt wurden in Lagerhallen oder Gebrauchtwarenläden verwandelt, die dort alteingesessenen Handwerker zogen gezwungenermaßen mit ihrer Kundschaft in die Neustadt. Als 1877 bis 1878 die neue Kleinmarkthalle zwischen Fahr- und Hasengasse gebaut wurde, verschwanden auch die traditionsreichen Schirnen. Der einstige Krönungsweg Markt verdiente nun seinen Namen nicht mehr, was Symbol für den beginnenden sozialen und baulichen Verfall der Altstadt war. Auch die ab 1872 verkehrende Pferdebahn erreichte die Altstadt nicht.
Die frühen Photographien der Altstadt, zum Beispiel von Carl Friedrich Mylius, oder die Aquarelle von Carl Theodor Reiffenstein zeigen nicht nur die malerischen und schönen Seiten der Altstadt, sondern sind somit auch Zeugen ihres Verfalls.
In der zweiten Hälfte des 19. Jahrhunderts entstanden die ersten Straßendurchbrüche, um die Altstadt besser für den Verkehr zu erschließen. 1855 wurde die Liebfrauengasse zwischen Liebfrauenberg und Zeil gebaut, 1872 die Weißfrauengasse im Westen, um die Altstadt mit den Bahnhöfen an der Taunusanlage zu verbinden. Den damit verbundenen Verlust an historischer Bausubstanz, insbesondere den Abriss des Weißen Hirsches, nahm man in Kauf.
1874 und 1878 wurden die Untermainbrücke und die Obermainbrücke errichtet. Damit verloren die Alte Brücke und die Fahrgasse an Bedeutung, weil der Verkehr von nun an die Altstadt weitestgehend umfloss.
Die mittelalterlichen Häuser, von ihren Hinterhöfen ganz zu schweigen, waren mittlerweile häufig in schlechtem Zustand. Die hygienischen Zustände verbesserten sich mit dem Bau einer Schwemmkanalisation nach englischem Vorbild ab 1867. Mehr und mehr Häuser wurden an das Trinkwassernetz angeschlossen, vor allem nach dem Bau einer Fernleitung aus dem Vogelsberg 1873. Im Zuge der Industrialisierung nach 1870 strömten zahlreiche Arbeiter in die Stadt, die in den heruntergekommenen Gebäuden schnell billigen Wohnraum fanden. Weite Teile der Altstadt galten nun als Wohngebiet des Proletariats und ärmerer Kleinbürger, wo Armut, Prostitution und Kriminalität überhandnahmen.
Gleichzeitig begann man jedoch, die malerischen Seiten der Altstadt zu entdecken und für den Tourismus zu erschließen. An vielen Fachwerkbauten nahm man den im frühen 19. Jahrhundert aufgebrachten Verputz ab und bemalte das Gefach anschließend oft noch historistisch. Die Malerei nahm bevorzugt auf Frankfurts bedeutsame Vergangenheit Bezug, so dass an den touristisch bedeutsamen Plätzen wie dem Roseneck oder dem Fünffingerplätzchen bekannte Postkartenmotive entstanden.
Wie bereits im Zeitalter des Klassizismus beschränkten sich viele Maßnahmen jedoch auf die öffentlichen Bauten: 1874 wurde die mittelalterliche Stadtwaage abgerissen. Dombaumeister Franz Josef Denzinger schuf bis 1877 einen neugotischen, weit größeren Neubau. Weitere mittelalterliche Großbauten wie Kirchen oder Patrizierhäuser wurden restauriert oder mit historistischen Schmuck ausgestattet. Bekanntestes Beispiel ist der Umbau des Römers durch Max Meckel (1896–1900).

### Die Altstadt im frühen 20. Jahrhundert

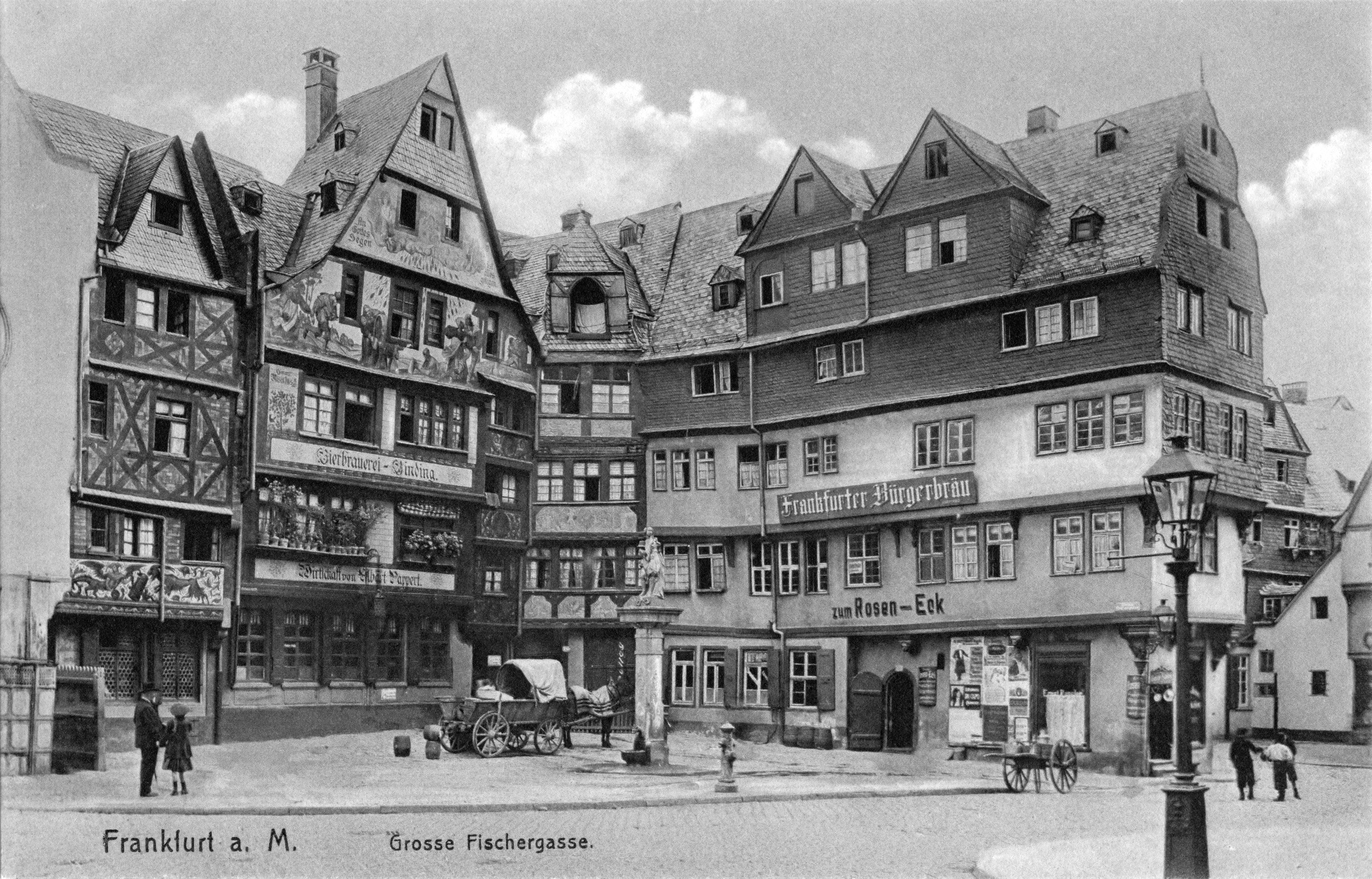
Touristisch hergerichtete Häuser am Roseneck, um 1900

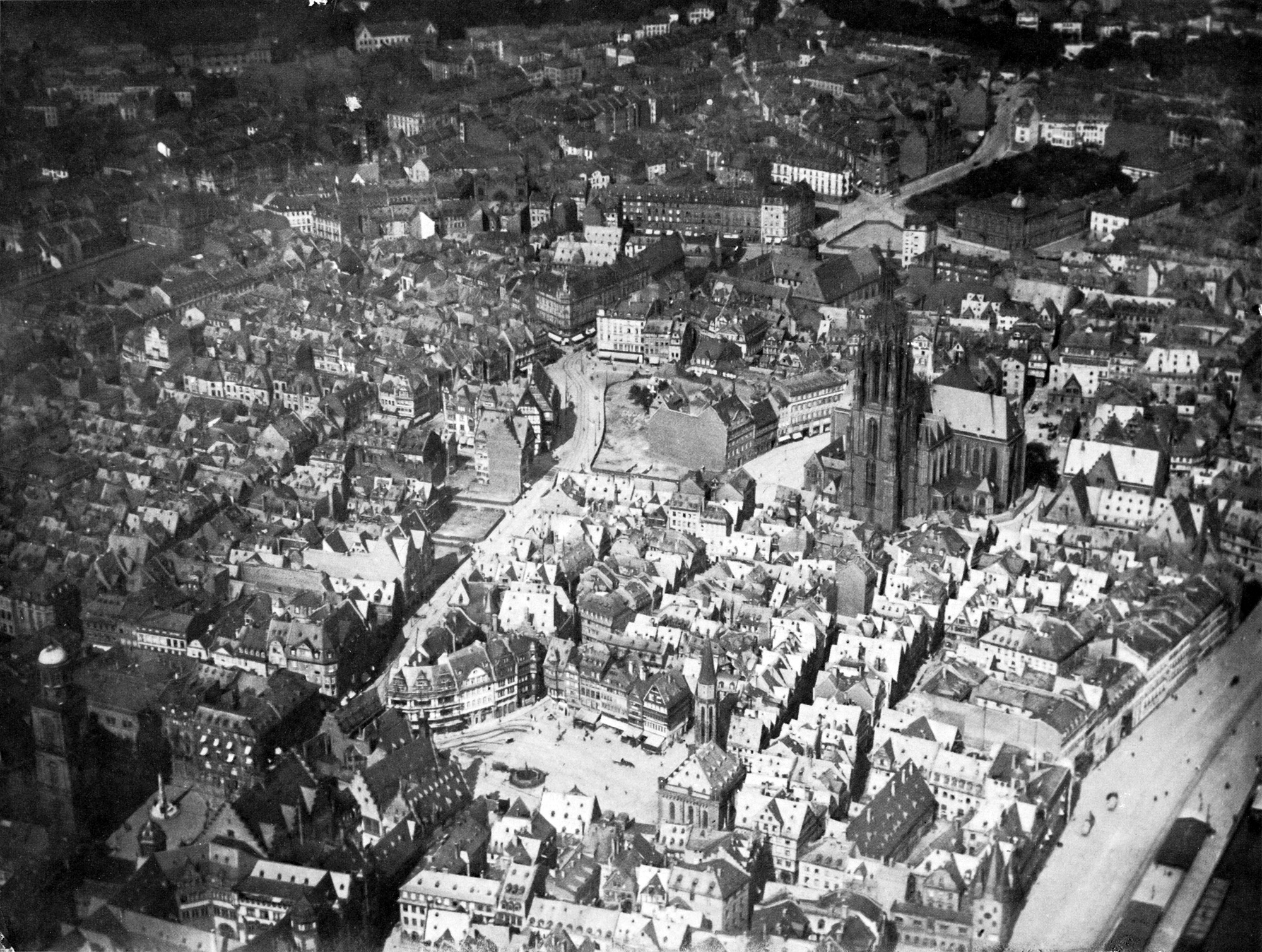
Luftschiffbild der Altstadt, 1911

Anfang des 20. Jahrhunderts entstanden die ersten Luftbilder der Altstadt aus Zeppelinen. Auf ihnen erkennt man unzählige in engen Gassen um den Dom gedrängte Gebäude, deren Strukturen seit dem Mittelalter immer noch größtenteils unverändert geblieben waren, wie etwa ein Vergleich mit Kupferstichen von Merian zeigt. Allein in der Altstadt befanden sich rund 2.000 Gebäude. Vorherrschend war immer noch das hölzerne Fachwerk der Bürgerhäuser, wenngleich daneben einige steinerne Patrizierhäuser sowie die zahlreichen öffentlichen Bauten traten. Fast alle Steinbauten waren in rotem Mainsandstein ausgeführt.
Die erste wirklich tiefgreifende bauliche Änderung in der Altstadt ereignete sich in den Jahren 1904–1908 unter Oberbürgermeister Franz Adickes: um die Altstadt besser für den Verkehr, vor allem für die Straßenbahn, zu erschließen, wurde nach Pariser Vorbild ein von Ost nach West führender Straßendurchbruch geschlagen. Etwa im Verlauf der ehemaligen nördlichen karolingischen Pfalzmauer und des verlandeten Mainarms Braubach wurde die neue Braubachstraße angelegt. Rund 100 Altstadthäuser, darunter auch kunsthistorisch wertvolle, bis ins Mittelalter zurückreichende Gesamtanlagen wie der Nürnberger Hof oder der Hof Rebstock, wurden abgerissen. Es entstanden repräsentative Neubauten, die in ihrer historisierenden Architektur ihrerseits (wenn auch in größerem und prächtigerem Maßstab) Motive der Altstadtbebauung aufnahmen. Das Eckhaus Braubachstraße / Neue Kräme von 1906 kopiert beispielsweise das typische Frankfurter Bürgerhaus um 1700.
Weitergehende Eingriffe oder eine Sanierung der historischen Substanz verhinderten zunächst der Erste Weltkrieg und die Inflation. In den 1920er Jahren unter Oberbürgermeister Ludwig Landmann und Stadtbaurat Ernst May wurde der Schwerpunkt auf eine Beseitigung der Wohnungsnot gelegt und das Projekt Neues Frankfurt in Angriff genommen. May verwies auf eine Lösung der Altstadtfrage erst nach Lösung des Wohnungsproblems. Der reich bebilderte Touristenprospekt der Stadt zum Goethejahr 1932 erwähnt die Altstadt nicht. Dennoch wurde ihr kultureller und historischer Wert als einer der besterhaltenen Altstädte Mitteleuropas allmählich wiedererkannt.

### Der Wiederaufstieg und die „Altstadtgesundung“
Gegen die Bestrebungen, die Altstadt durchgreifend zu modernisieren, wandte sich eine Bürgerinitiative, der 1922 gegründete Bund tätiger Altstadtfreunde unter Leitung des Kunsthistorikers Fried Lübbecke. Der Bund ließ seit 1926 zahlreiche Altstadtbauten restaurieren. Allerdings war er als reiner Verein in seinen Mitteln beschränkt, so dass es sich dabei größtenteils um wenig substanzielle Maßnahmen wie Reinigungen oder Neuanstriche alter Bauten handelte. Nur mit externen finanziellen Hilfen gelangen vergleichsweise bedeutende Aktionen wie etwa der Kauf und Sanierung des bedeutenden gotischen Patrizierhauses Fürsteneck in der Fahrgasse. Bis die Maßnahmen Anfang der 1940er Jahre durch die Kriegsereignisse völlig zum Erliegen kamen, wurden so über 600 Gebäude gründlich saniert, historisch unpassende Anbauten entfernt und Brunnen ausgebessert. Insbesondere Fried Lübbecke beschrieb ausführlich, wie dadurch die Altstadt innerhalb nur eines Jahrzehnts wieder zur gut Stubb Frankfurts wurde. 1932 fanden auf Initiative von Intendant Alwin Kronacher und Kulturdezernent Max Michel die ersten Römerberg-Festspiele statt und lockten ein großes Publikum zu den Theateraufführungen auf dem Römerberg. Auch Einrichtungen wie die Arbeitslosenküche, Sommerfeste und Weihnachtsbescherungen für die Altstadtkinder oder der Künstlerweihnachtsmarkt weckten bei vielen Altstadtbewohnern wieder Stolz auf ihre Heimat.
Nach der nationalsozialistischen Machtergreifung 1933 erhob das neue Regime die sogenannte Altstadtgesundung zu einem Prestigeprojekt. Die Wortschöpfung war im nationalsozialistischen Deutschland ein Überbegriff für von der Stadtverwaltung getragene Maßnahmen zur Erhaltung der Altstadt als Gesamtdenkmal; sie fanden zeitgleich unter anderem in Hamburg, Köln, Braunschweig, Kassel oder Hannover statt. In Frankfurt am Main unterschied man im Wesentlichen zwischen:
- Ausräumungen,
- Neubauten bzw. rekonstruktiven Ergänzungen und
- Fachwerkfreilegungen

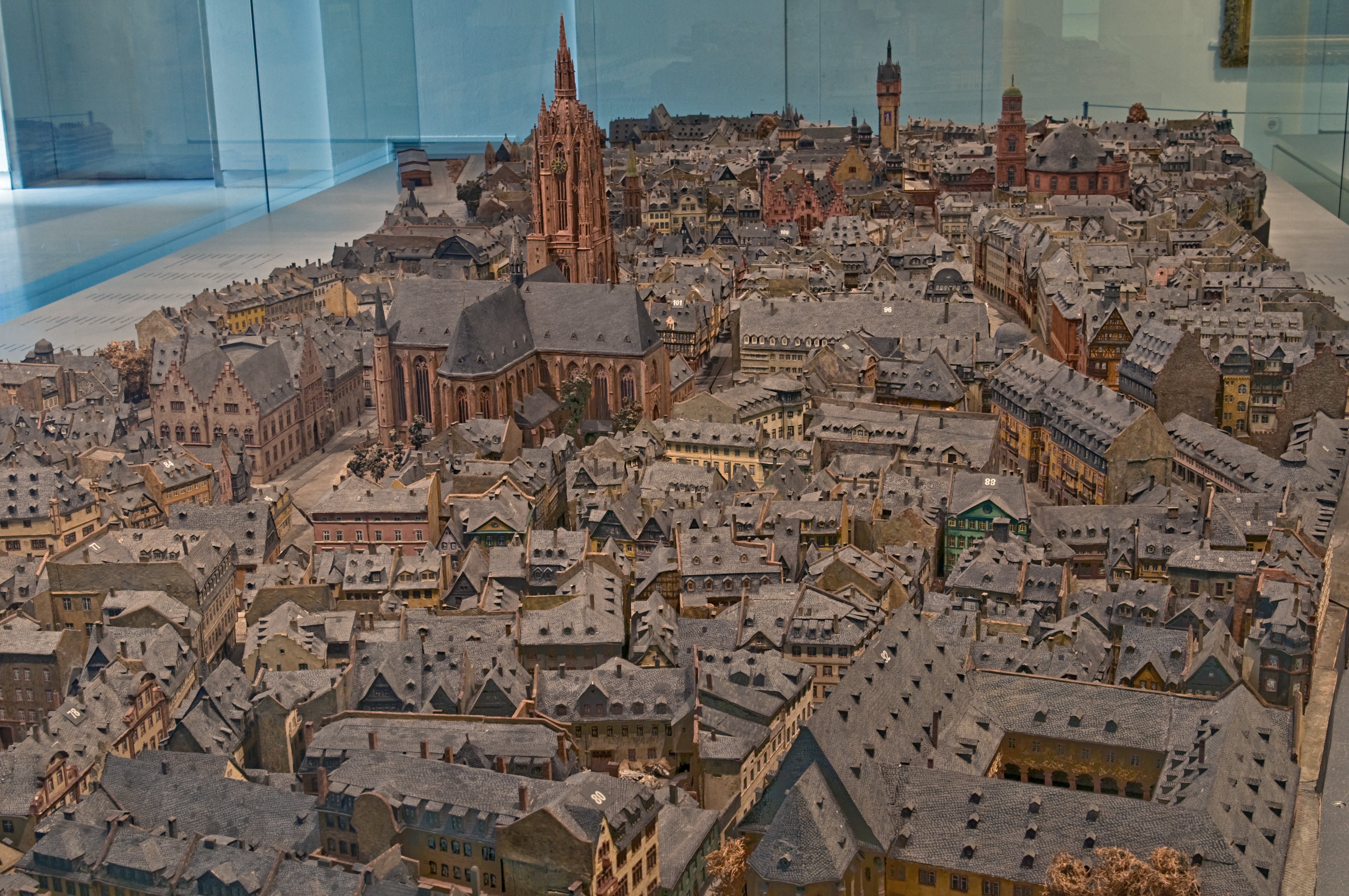
Treuners Altstadtmodell: Sehr detailgetreuer Kernteil der Altstadt in ihrem Zustand um 1926, von Osten …

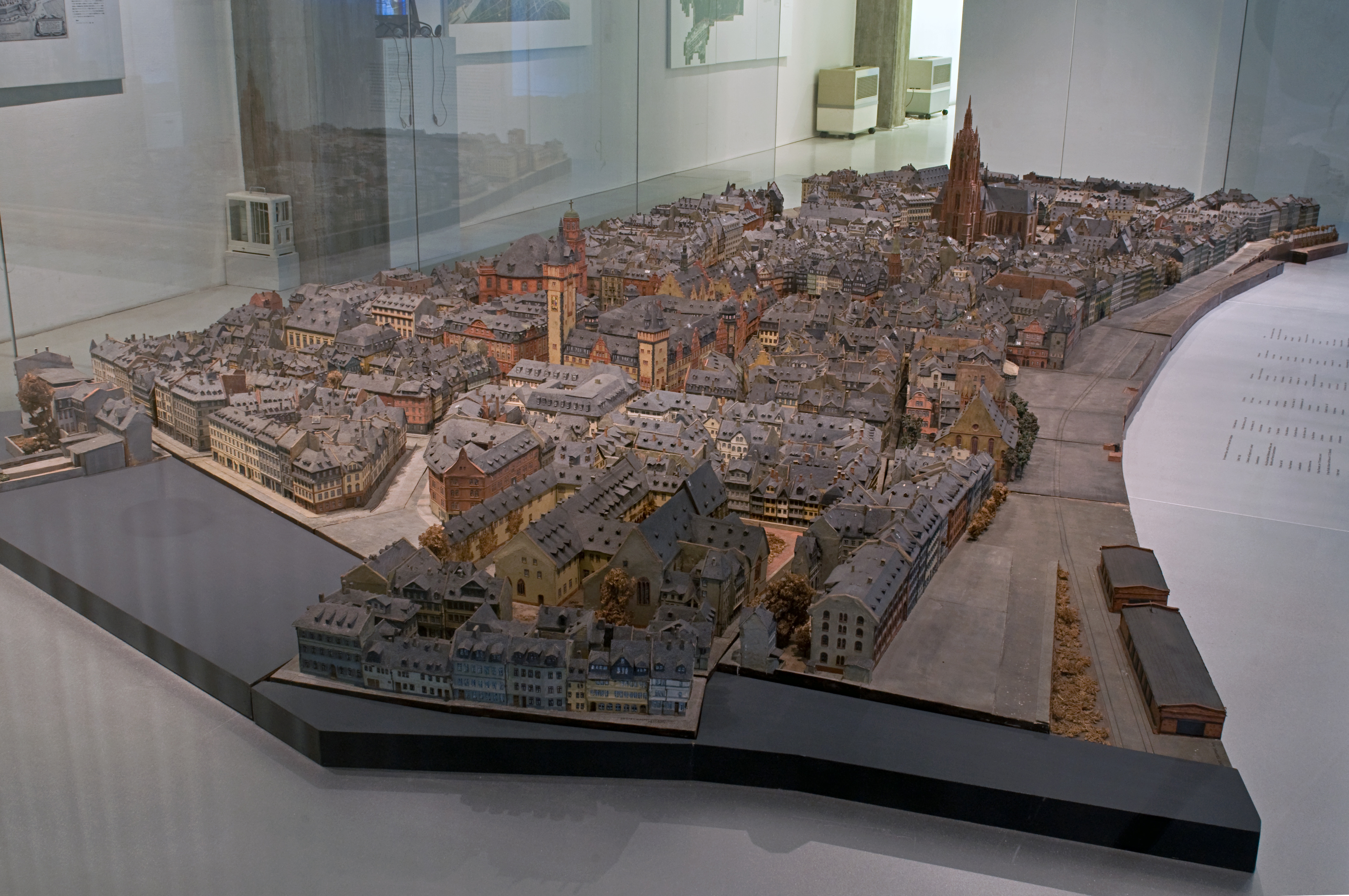
… und im selben Modell von Westen

Bei den Ausräumungen handelte es sich um einen Euphemismus für teils umfangreiche Auskernungsmaßnahmen, im modernen Sprachgebrauch die bis in die 1970er Jahre hinein übliche „Sanierung durch Abriss“, die in einigen im Laufe der Jahrhunderte völlig überbauten Hinterhöfen vorgenommen wurden. Die NS-Stadtverwaltung unter Oberbürgermeister Friedrich Krebs nutzte das Projekt, um die Sozialstruktur der Altstadt im Sinne ihrer Ideologie zu verändern. Alteingesessene Altstadtbewohner sollten in Neubausiedlungen am Stadtrand verdrängt und die renovierten Altstadtwohnungen vorrangig an Gewerbetreibende, Handwerker und Parteigenossen vergeben werden. Damit wollte die Stadt zugleich ihrem 1935 verliehenen NS-Ehrentitel als Stadt des deutschen Handwerks entsprechen. Gegen die Zerstörung mittelalterlicher Bausubstanz wandten sich Fried Lübbecke und der Dichter Alfons Paquet. Ihre Eingaben wurden als „Geschrei von Altstadtfanatikern, die nicht einmal aus bösem Willen, sondern aus einer begrenzten Schau heraus die Dinge des Gemeinschaftslebens beurteilen“, disqualifiziert.
Durch die Ausräumungen entstand hinter dem Fünffingerplätzchen das Handwerkerhöfchen zwischen Goldhutgasse, Markt, Langer Schirn und Bendergasse sowie der Kirschgarten zwischen Großer und Kleiner Fischergasse bzw. Mainkai südlich des Doms. Auch der Hainer Hof nordöstlich des Doms wurde praktisch komplett durch Neubauten ersetzt, die aufgrund der dort nur geringen Kriegszerstörungen teils heute noch zu sehen sind. Ebenso ist die Grünfläche um den Chor der Karmeliterkirche keine Kriegsfolge, sondern Ziel einer weiteren Ausräumung, die dort zahlreiche Anbauten des 19. Jahrhunderts beseitigte.
Wirklich vollständige Neubauten wie im Hainer Hof gab es im Rahmen der Sanierung eher selten. Meist handelte es sich um Rekonstruktionen oder Ergänzungen in traditioneller Technik, die insbesondere nach Auskernungen nötig wurden, um die Häuser in den neu geschaffenen Innenhöfen mit Fassaden zu versehen. Insbesondere bei den Fachwerkbauten mussten aber darüber hinaus oft auch ganze verfaulte Balkenlagen vollständig ersetzt werden. Ein gutes Beispiel für eine Rekonstruktion ist die Wiederherstellung des Renaissance-Giebels am Haus Klein-Limpurg an der Ecke Limpurger Gasse / Römerberg. Dabei orientierte man sich an Abbildungen des Gebäudes auf alten Stichen, bei den Bauarbeiten wurde dann auch tatsächlich Bausubstanz aus der Renaissance freigelegt, die bei der klassizistischen Umgestaltung des Gebäudes um 1800 überformt worden war.
Schließlich gab es auch zahlreiche Fachwerkfreilegungen im gesamten Altstadtgebiet. Da viele davon erst in den späten 1930er oder frühen 1940er Jahren erfolgten, sind sie selbst in populären Bildwerken über die Altstadt kaum dokumentiert geschweige denn bekannt. Unter anderem erfolgten Freilegungen am Haus Zur goldenen Weinrebe an der Ecke Liebfrauenberg / Töngesgasse, am Haus Zum Feigenbaum an der Ecke Wildemannsgasse / Schnurgasse oder am Pesthaus am Fünffingerplätzchen. Letzteres war nur knapp zehn Jahre davor vom Altstadtbund mit einem thematischen Neuanstrich versehen worden. Zu geplanten Wiederaufbauten sorgfältig eingelagerter Fachwerkhäuser, wie des Großen Speichers, oder des Hauses Heydentanz, auf bereits ausgesuchten Parzellen der Altstadt, kam es nicht mehr.
Nach der Gleichschaltung der Städtischen Bühnen versuchte der neue Intendant Hans Meissner die Römerbergfestspiele propagandistisch zu nutzen und zu einem „Bayreuth der deutschen Klassik“ zu entwickeln. Im Alltag zeigten sich dagegen ein Abbau von Bürgerrechten, die Verfolgung, Deportation und Ermordung der Frankfurter Juden sowie die Vorbereitung des Zweiten Weltkrieges. Adressbücher der 1930er Jahre zeigen genauso wie manch kritische Berichte leer stehende Altstadthäuser aus einstigem jüdischen Besitz.

### Die Zerstörung im Zweiten Weltkrieg
Spätestens seit dem 14. Februar 1942, mit dem Erlass der britischen Area Bombing Directive zeichnete sich ab, dass auch die Altstadt von Frankfurt am Main zum Ziel des Bombenkrieges werden könnte. Der Bund tätiger Altstadtfreunde ließ daher, oft unter Mithilfe externer Institutionen wie etwa den Studenten der Ingenieursschule Frankfurt oder pensionierten Architekten, den gesamten Altbaubestand ab Sommer 1942 fotografisch und zeichnerisch erfassen.

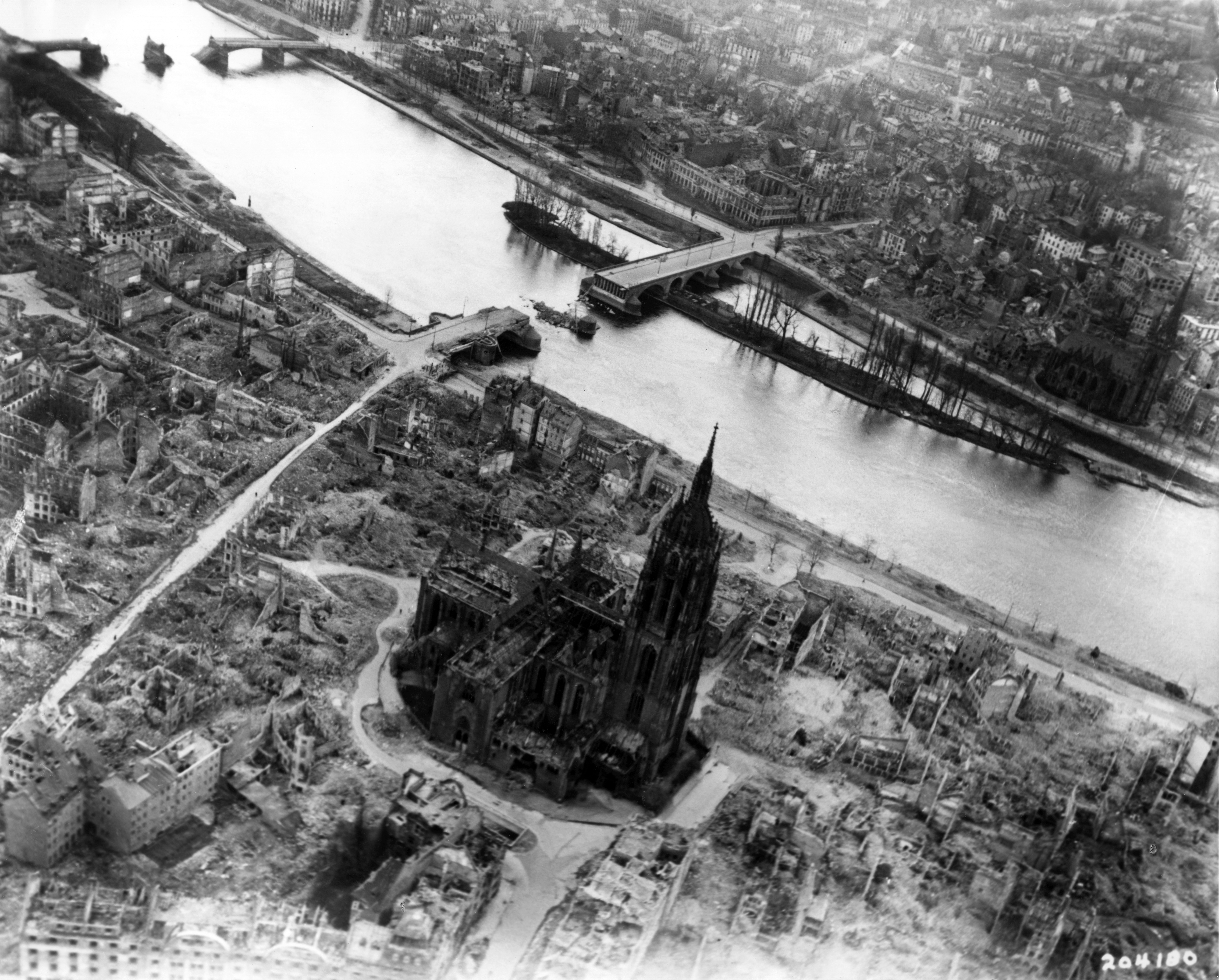
Luftbild der Altstadt von Norden im März 1945

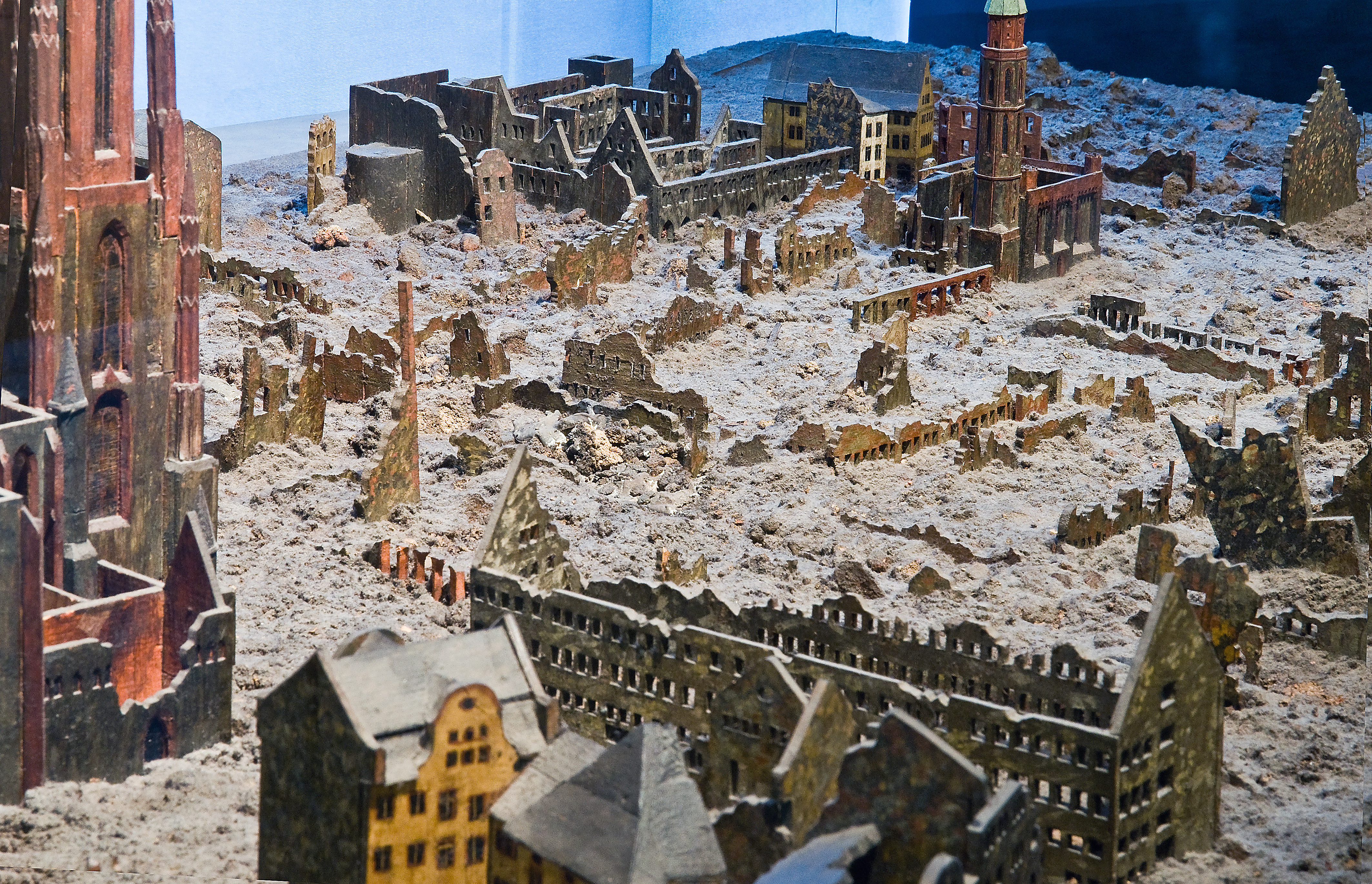
Die zerstörte Altstadt von Osten nach dem sogenannten Trümmermodell des Historischen Museums

Der erste schwere der Luftangriffe auf Frankfurt am Main traf die Altstadt am 4. Oktober 1943. Dabei wurden vor allem der Römer und das Gebiet zwischen Liebfrauenberg, Töngesgasse und Hasengasse getroffen. Weitere Angriffe am 20. Dezember 1943 und am 29. Januar 1944 richteten in der Altstadt nur geringe Schäden an, zerstörten aber das Stadtarchiv mit einem Großteil der Archivalien. Am 18. März 1944 warfen 846 britische Flugzeuge ihre Fliegerbomben über Frankfurt ab. Sie trafen vor allem die östliche Altstadt und vernichteten das Gebiet um die Fahrgasse vollständig. Auch in der westlichen Altstadt richteten sie schwere Schäden an, die Paulskirche brannte vollkommen aus.
Der schwerste Schlag stand jedoch noch bevor: Am 22. März 1944 zerstörte ein weiterer britischer Luftangriff von 816 Flugzeugen große Teile der Altstadt, die bisher noch verschont geblieben waren, darunter alle Kirchen bis auf die Alte Nikolaikirche und die Leonhardskirche. Nach offiziellen Angaben wurden im Zeitraum einer knappen Stunde 500 Luftminen, 3.000 schwere Sprengbomben und 1,2 Millionen Brandbomben auf die Stadt, mit einem deutlichen Fokus auf den Stadtkern, abgeworfen. Wie schon bei vorigen Luftangriffen war dies Teil der Taktik: Die Mehrzahl aller Häuser in der Altstadt waren in Fachwerkbauweise errichtet, so dass sie im entfesselten Feuersturm größtenteils restlos verbrannten. Aber auch aus Stein errichtete Patrizierbauten des Mittelalters wie das Leinwandhaus oder das Steinerne Haus wurden durch Sprengbomben zerstört. Dieser Luftangriff ist auch in einer Kreidezeichnung des Malers Karl Friedrich Lippmann wiedergegeben, der von Sachsenhäuser Seite das Geschehen malte. Die Zeichnung zeigt, wie aufgrund der Feuer Altstadt und Himmel hell erleuchtet sind. Das Haus und die Notunterkunft des Künstlers wurden ebenfalls ausgebombt.
Bezeichnend für die Wucht des Angriffs ist die Tatsache, dass im Tuchgaden, wo praktisch sämtliche Erdgeschosse aus massiven steinernen Gewölben bestanden, in den Morgenstunden des 24. März 1944 kein einziges Haus mehr stand. Von den rund 2.000 Fachwerkhäusern blieb nur ein einziges – das Haus Wertheim am Fahrtor – unbeschädigt. Die Feuerwehr hatte es mit einem Wasserschleier geschützt, um den Fluchtweg vom Römerberg zum Mainufer offen zu halten.
Am 24. März folgte der letzte große Angriff des Monats, diesmal ein Tagesangriff von 262 Flugzeugen der amerikanischen Luftwaffe. Insgesamt kamen bei den Angriffen im März 1944 über 1.500 Menschen ums Leben. Dass die Zahl der Opfer im Vergleich zu anderen Städten nicht höher war, lag vor allem daran, dass seit Sommer 1940 die massiv gebauten Keller der Altstadthäuser untereinander verbunden worden waren. Durch einen Notausstieg am Gerechtigkeitsbrunnen auf dem Römerberg konnten allein rund 800 Menschen gerettet werden.
Einen Eindruck der Vernichtung erhält man anhand des im Historischen Museum ausgestellten Altstadtmodell der Brüder Treuner, die in den Jahren vor der Zerstörung die meisten Häuser der Altstadt aufgemessen und im Maßstab 1:200 nachgebaut hatten. Das daneben gezeigte Trümmermodell zeigt das Ausmaß der Zerstörung dieser Bombennacht. Es ist allerdings unter Vorbehalt zu betrachten, da zeitgenössische Fotografien erheblich mehr erhaltene Gebäudereste zeigen.

### Die Nachkriegszeit: Wiederaufbau und Zweite Zerstörung

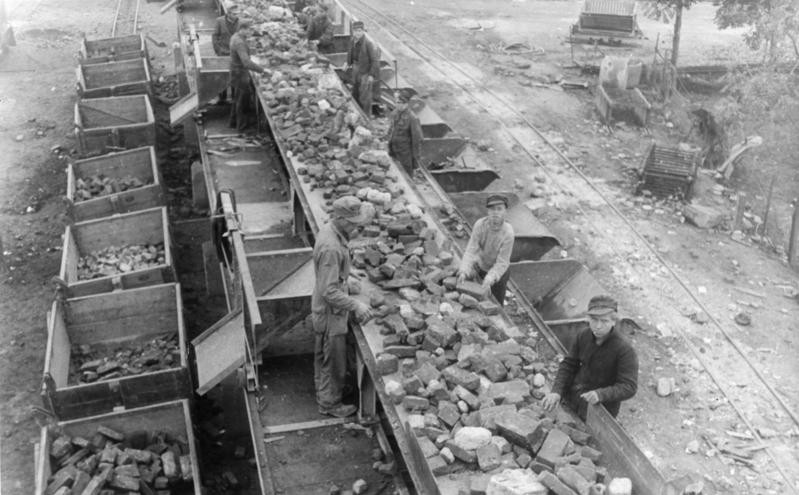
Sortierung von Trümmersteinen, 1947

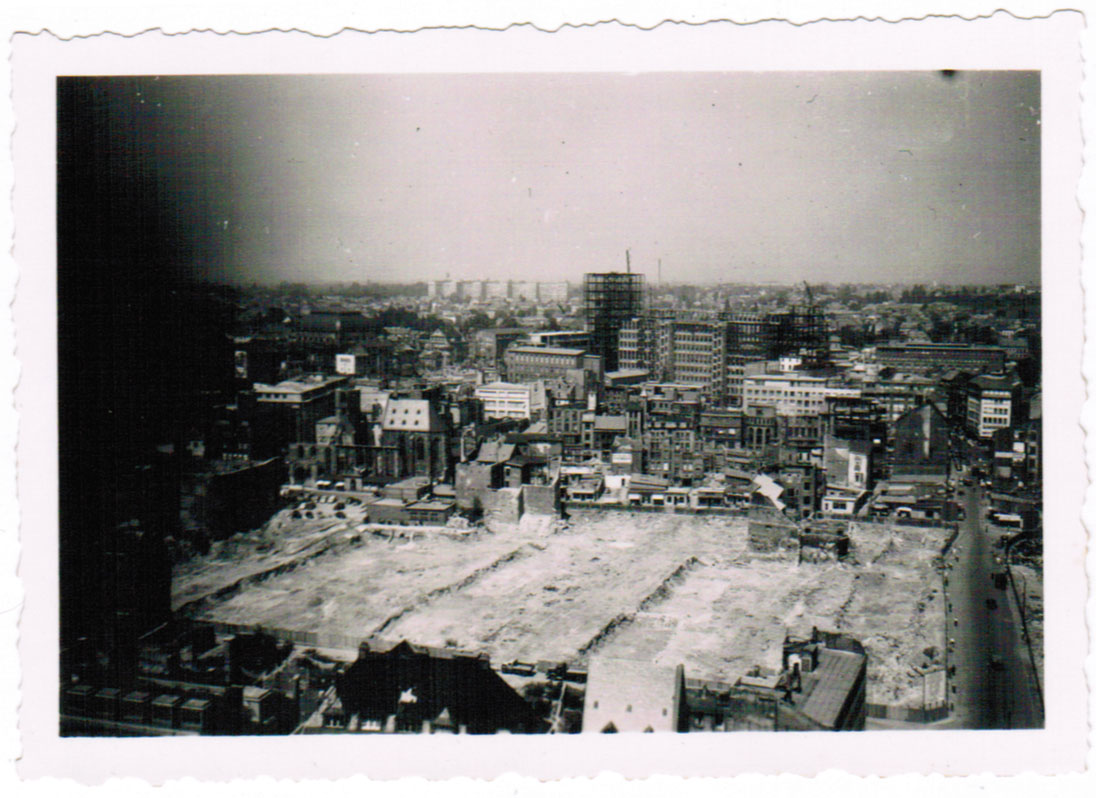
Blick vom Dom, 1952

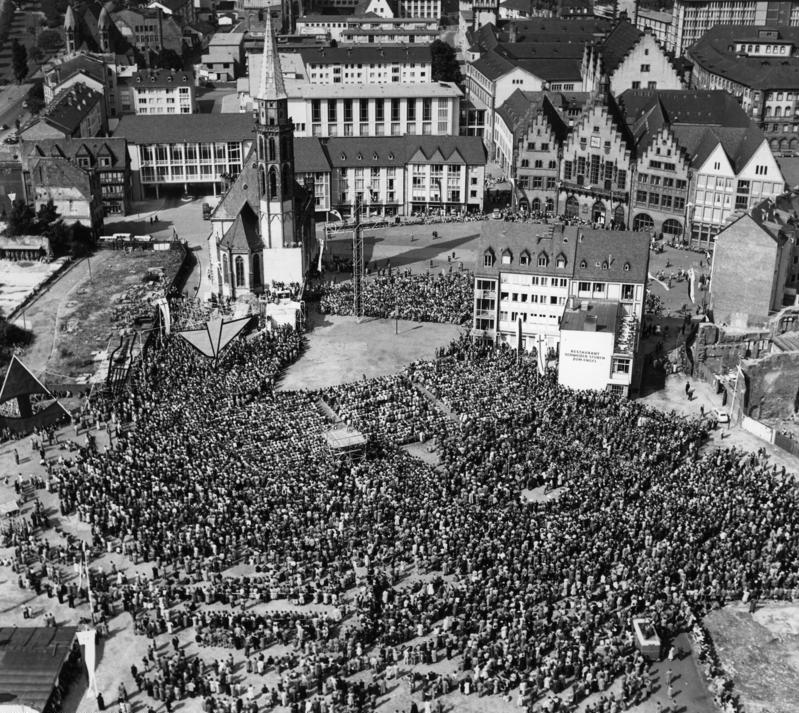
Dom-Römer-Areal, 1956

Große Teile der Altstadt sind nach den Zerstörungen des Zweiten Weltkriegs komplett neu errichtet worden, so dass nur sehr wenige Gebäude mit historischer Bausubstanz erhalten sind. Nach der Enttrümmerung standen sich – wie häufig in dieser Zeit – Modernisierer und Bewahrer gegenüber, so dass zunächst ein Baustopp bis 1952 bestand. Anzumerken ist, dass sich selbst die Bewahrer, im Wesentlichen repräsentiert vom Bund tätiger Altstadtfreunde, keinesfalls für eine flächenhafte Rekonstruktion einsetzten, sondern vor allem den Erhalt des alten Straßennetzes mit einer kleinteiligen Neubebauung und einen Wiederaufbau einiger bedeutender Gebäude forderten.
Schließlich wurde, wenn auch mit deutlicher Tendenz in Richtung der Modernisierer, eine Mischlösung gefunden: einige prominente Baudenkmäler wurden rekonstruiert, als erste 1947 die Paulskirche und 1949 das Goethe-Haus. Nach 1952 folgte das Wahrzeichen von Frankfurt, der Römer, sowie die Staufenmauer, das Steinerne Haus, der Saalhof, das Karmeliterkloster und das Leinwandhaus. Von den in der Altstadt gelegenen, zerstörten Dotationskirchen, wurden der Dom, die Alte Nikolaikirche, die Liebfrauenkirche und das Dominikanerkloster aus städtischen Mitteln 1952 bis 1962 wiederaufgebaut. Die ausgebrannten Ruinen der gotischen Weißfrauenkirche und der klassizistischen deutsch-reformierten Kirche wurden 1953 abgetragen.
Von den wiederaufgebauten Bauwerken wurde lediglich das Goethe-Haus weitgehend originalgetreu restauriert. Die meisten anderen Wiederaufbauten erfolgten mehr oder weniger vereinfacht (zum Beispiel die Häuser Silberberg, Frauenstein und Salzhaus im Römer-Komplex) oder mit modernen Anbauten (beispielsweise das Steinerne Haus). Ein Großteil der ehemaligen Altstadt wurde im schlichten Stil der 1950er Jahre bebaut. Dabei entstanden vor allem mehrgeschossige Wohnhäuser, teils als Blockrandbebauung, teils als aufgelockerte Zeilenbauten, oft mit begrünten Innenhöfen. Daneben wurden großmaßstäbliche Zweckbauten wie das Gebäude des Bundesrechnungshofs in Frankfurt am Main, die Kleinmarkthalle und zahlreiche Parkhäuser errichtet, darunter 1956 als erstes öffentliches Parkhaus Deutschlands das Parkhaus Hauptwache.
Des Weiteren wurden unter Verwerfung des historischen Grundrisses neue Hauptverkehrsstraßen durch die Trümmerwüste gezogen. Damit sollte das schon vor dem Krieg oft erwünschte autogerechte Frankfurt Wirklichkeit werden. Realisiert wurde dies in Form der am 16. November 1953 als Straße an der Paulskirche eingeweihten und ab 1955 bis heute als Berliner Straße bekannten Ost-West-Achse. Sie verbindet die ebenfalls verbreiterte Weißfrauenstraße mit der durch die östliche Innenstadt führenden Nord-Süd-Achse der Kurt-Schumacher-Straße. 1955 wurde das zehnstöckige Hochhaus an der Kreuzung Berliner Straße/Fahrgasse fertiggestellt. Es ist mit 30 Metern das höchste Wohnhaus der Altstadt.
Das Gebiet zwischen Dom und Römer blieb zunächst eine Brachlandschaft, über deren Bebauung lange gestritten wurde. Anfang der 1970er Jahre entstanden mit dem Technischen Rathaus (1972–1974) und dem Historischen Museum (1971/72) zwei monolithische Großbauten in einem brutalistischen Betonstil, ohne Rücksicht auf historische Grundrisse und Formen.

### Rekonstruktion historischer Bauwerke

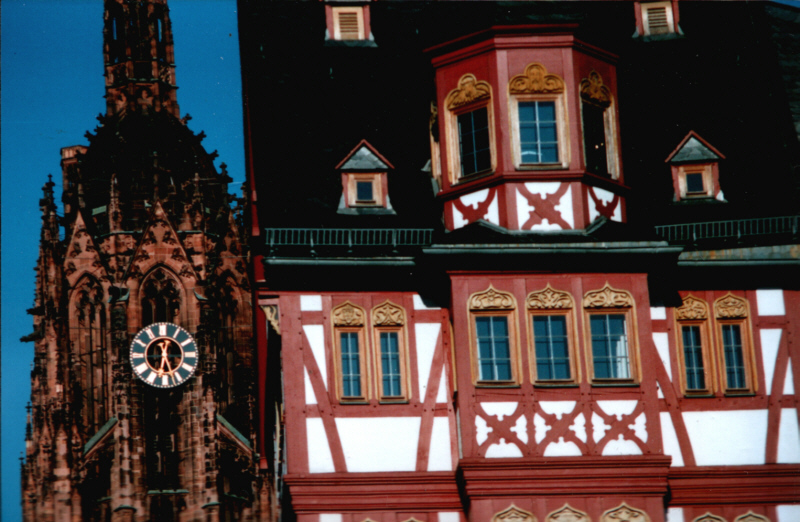
Der Kaiserdom und das rekonstruierte Bürgerhaus „Großer Engel“

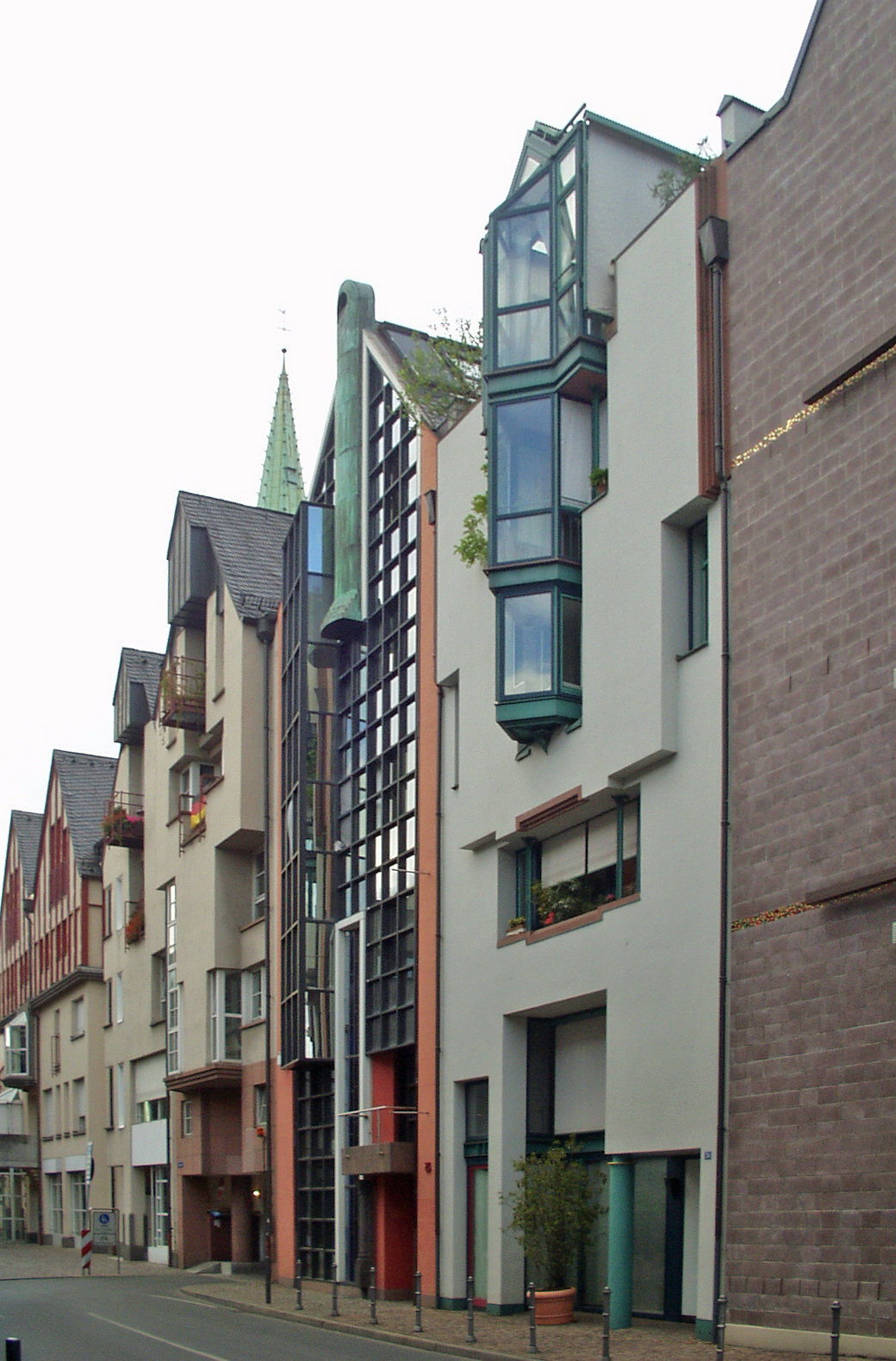
Postmoderne Altstadthäuser in der Saalgasse

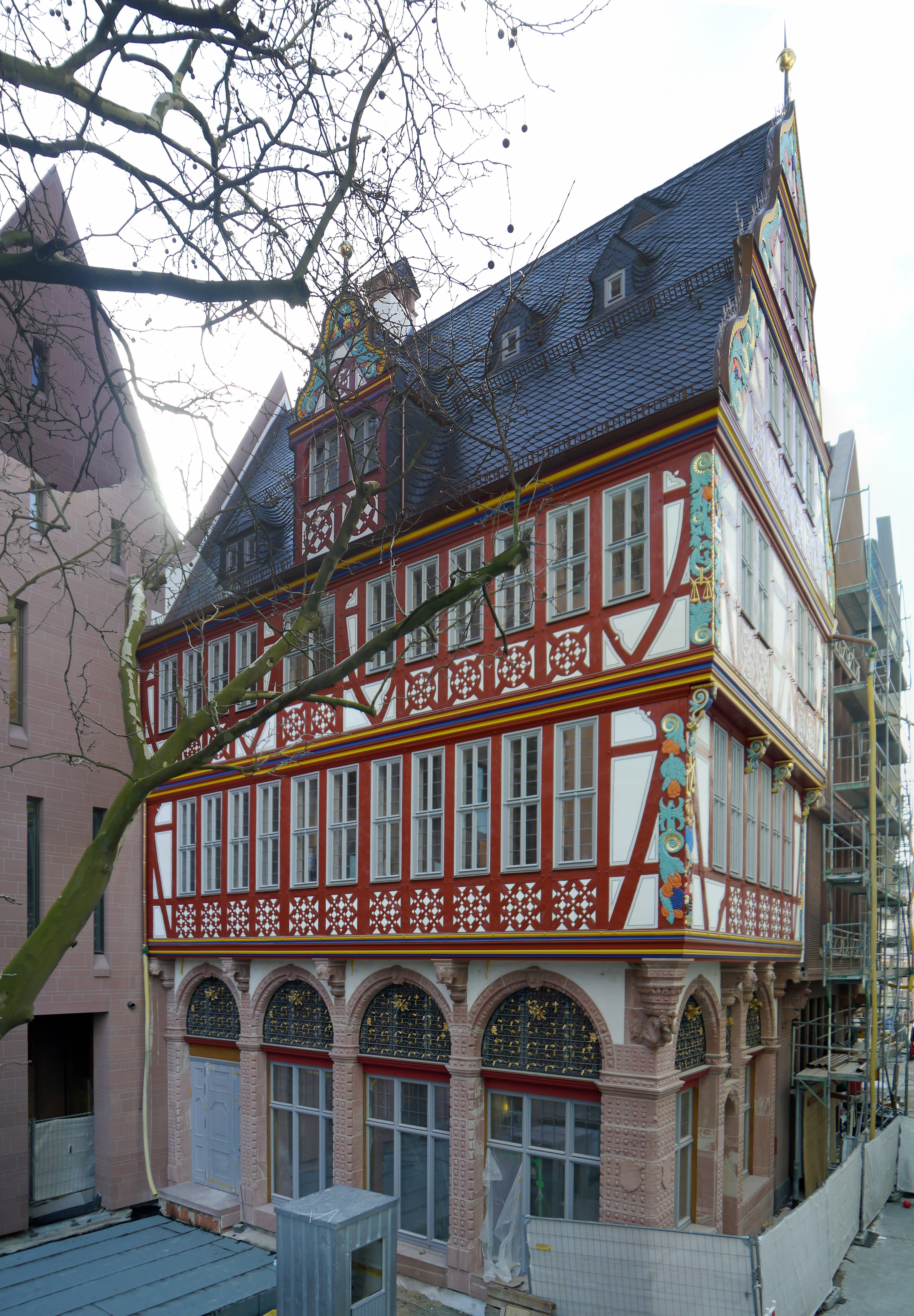
Rekonstruktion der Goldenen Waage im Februar 2018

1981–1983 wurde die historische Ostseite des Römerberges mit fünf Fachwerkbauten rekonstruiert, allen voran das berühmte Bürgerhaus Großer Engel. Die übrigen Rekonstruktionen, die auf besonders glückliche Weise sämtliche Ausprägungen des lokalen Fachwerkbaus von der Gotik bis zum Klassizismus vertreten, können als prototypisch für die großstädtische Wirkung der bis 1944 erhaltenen Bebauung des gesamten Stadtteils angesehen werden.
Anders als bei den historischen Vorbildern blieben die Fassaden der Neubauten mit ihrem Fachwerk unverputzt. Ihr Aufbau ist teilweise aus bekannten konstruktiven Einzelformen, Fotografien und Analogschlüssen extrapoliert, da nicht von allen Gebäuden Baupläne erhalten waren. Da die Balken und deren Ausfachung traditionell verputzt oder verschiefert waren, wurden bei dem nun sichtbaren Fachwerk Zierformen eingebaut, die von anderen Gebäuden vergleichbarer Bauweise entlehnt waren.
Bereits nach wenigen Jahren traten erhebliche Bauschäden auf, die eine aufwendige Sanierung erforderten. Wie sich herausstellte, hatten die beauftragten Baufirmen nicht mehr die für einen Fachwerkbau wesentlichen Kompetenzen besessen. So wurde beispielsweise das aus dem Elsass stammende Bauholz nicht hinreichend lange getrocknet und die Balken nicht fachgerecht miteinander verbunden.
Gleichzeitig mit der historisierenden Ostzeile entstanden die Kunsthalle Schirn und die postmodernen Neubauten an der Saalgasse. 1991 eröffnete das Museum für Moderne Kunst an der Braubachstraße. Das Haus am Dom, ein Bildungszentrum des katholischen Bistum Limburg entstand 2007 an der Domstraße auf dem erhaltenen Unterbau des ehemaligen Hauptzollamtes von 1927.
Nach Beschluss der Stadtverordnetenversammlung, das Technische Rathaus abzubrechen, womit nahezu die gesamte historische Keimzelle der Stadt zwischen Dom und Römer wieder zur Freifläche wurde, begann eine fachliche und emotionale Diskussion über den Wiederaufbau dieses Altstadtviertels. 2007 einigten sich die seit der Kommunalwahl 2006 in Frankfurt regierenden Fraktionen der CDU und von Bündnis 90/Die Grünen zusammen mit der FDP und den Freien Wählern gegen die Stimmen von SPD und Die Linke für die Neubebauung des Dom-Römer-Areals auf einen Kompromiss.
Die Stadt ließ, wobei der historische Quartiersgrundriss weitestgehend zur Grundlage der Planung gemacht wurde, acht historisch bedeutende Gebäude als Bauherrin rekonstruieren, darunter das Haus zur Goldenen Waage und das Neue Rote Haus am Markt, das Haus zum Esslinger (auch als Haus der Tante Melber bezeichnet) am Hühnermarkt und das Goldene Lämmchen. Darüber hinaus ließ die Stadt das zwischen den beiden letzteren gelegene Haus Alter Esslinger, das Haus Klein Nürnberg und Teile des Hofs Rebstock wiedererstehen. Die übrigen 32 Parzellen wurden an Bauherren vergeben, die 7 weitere Rekonstruktionen bauen ließen. Für die Neubauten, mit deren Planung renommierte Architekten beauftragt wurden, galt eine strenge Gestaltungssatzung, die Vorgaben unter anderem zu Dachform, Gebäudehöhen und verwendeten Materialien machte.
Der Bau begann 2012. Ende 2017 waren die Gebäude äußerlich fertiggestellt. Im September 2018 wurde die Neue Altstadt mit einem dreitägigen Fest eröffnet.
Der Betonbau des Historischen Museums wurde 2012 abgerissen und durch einen im Oktober 2017 eröffneten Neubau ersetzt.

## Viertel und Sehenswürdigkeiten der Altstadt
In der Altstadt befinden sich zahlreiche Sehenswürdigkeiten – wenngleich auch die meisten Bauwerke nur Wiederaufbauten nach schwerer Kriegszerstörung sind. Alle Sehenswürdigkeiten liegen nah beieinander und sind mit Straßenbahn und U-Bahn erreichbar.

### Römerberg und Umgebung

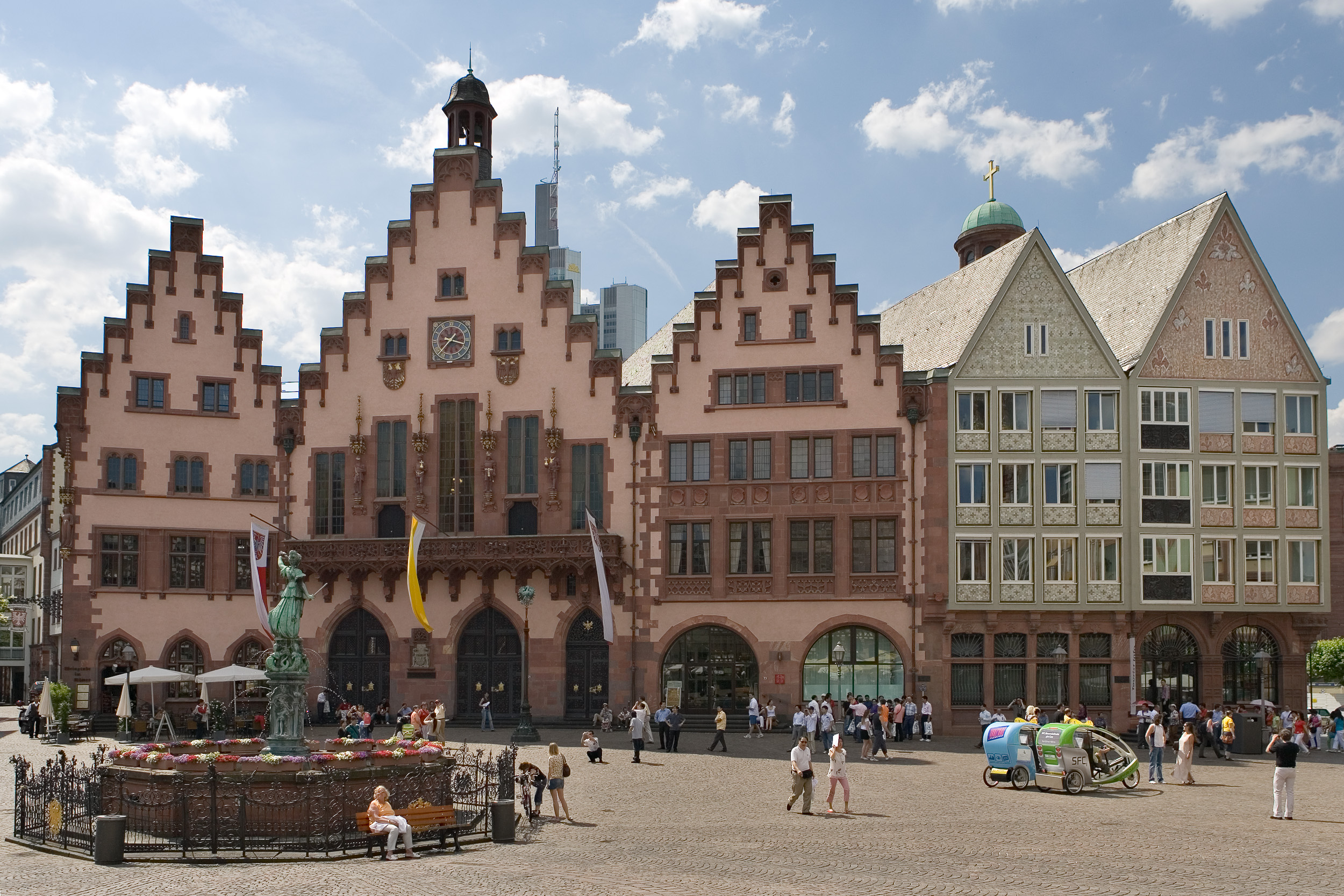
Römerberg mit Römer

Der Römerberg ist das Zentrum der Altstadt. Hier steht der Römer, das historische Rathaus und Wahrzeichen der Stadt. Es wurde 1405 durch die Stadt erworben, die ein neues Rathaus benötigte, da das frühere Rathaus für den Bau des Domturms abgerissen werden musste. Bis 1878 wurden die zehn angrenzenden Häuser ebenfalls durch die Stadt erworben und mit dem Römer baulich verbunden. Die fünf nebeneinanderliegenden Häuser, deren Fassade zum Römerberg weist, heißen Alt Limpurg, Zum Römer, Löwenstein, Frauenstein und Salzhaus. Das Salzhaus war vor seiner Zerstörung eines der schönsten Fachwerkhäuser in Deutschland. Es wurde nach der Kriegszerstörung stark vereinfacht wieder aufgebaut.
In der Mitte des Platzes steht der Gerechtigkeitsbrunnen, der im 17. Jahrhundert aus Sandstein errichtet wurde. Die Konstruktion wurde 1887 durch eine Nachbildung aus Bronze ersetzt. Sein Name rührt von der ihn krönenden Statue der Justitia her. Anders als bei ihren Darstellungen üblich, wurden Justitia in Frankfurt nicht die Augen verbunden. Der Überlieferung nach wurde der Brunnen bei Kaiserkrönungen mit Rot- und Weißwein gespeist.

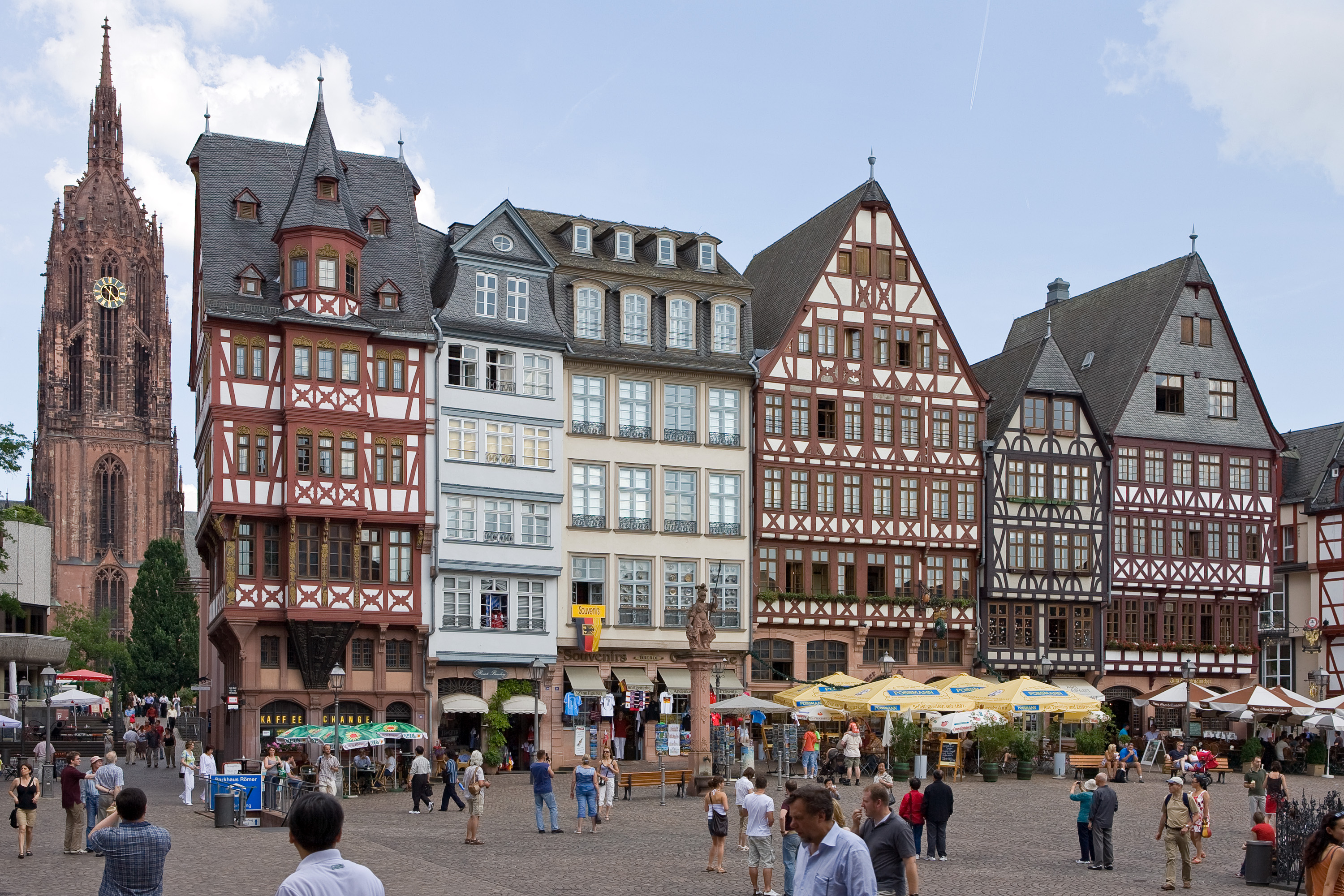
Samstagsberg mit Bartholomäusdom

Umgeben ist der Platz seit dem Mittelalter von Wohn- und Geschäftshäusern – insbesondere erwähnenswert sind hier die rekonstruierten Fachwerkhäuser des Samstagsberges (auch bekannt als Ostzeile), darunter die Häuser Großer und Kleiner Engel und Schwarzer Stern.
Auf der Südseite des Platzes stehen die Alte Nikolaikirche und das Historische Museum in der ehemaligen staufischen Königsburg Saalhof.

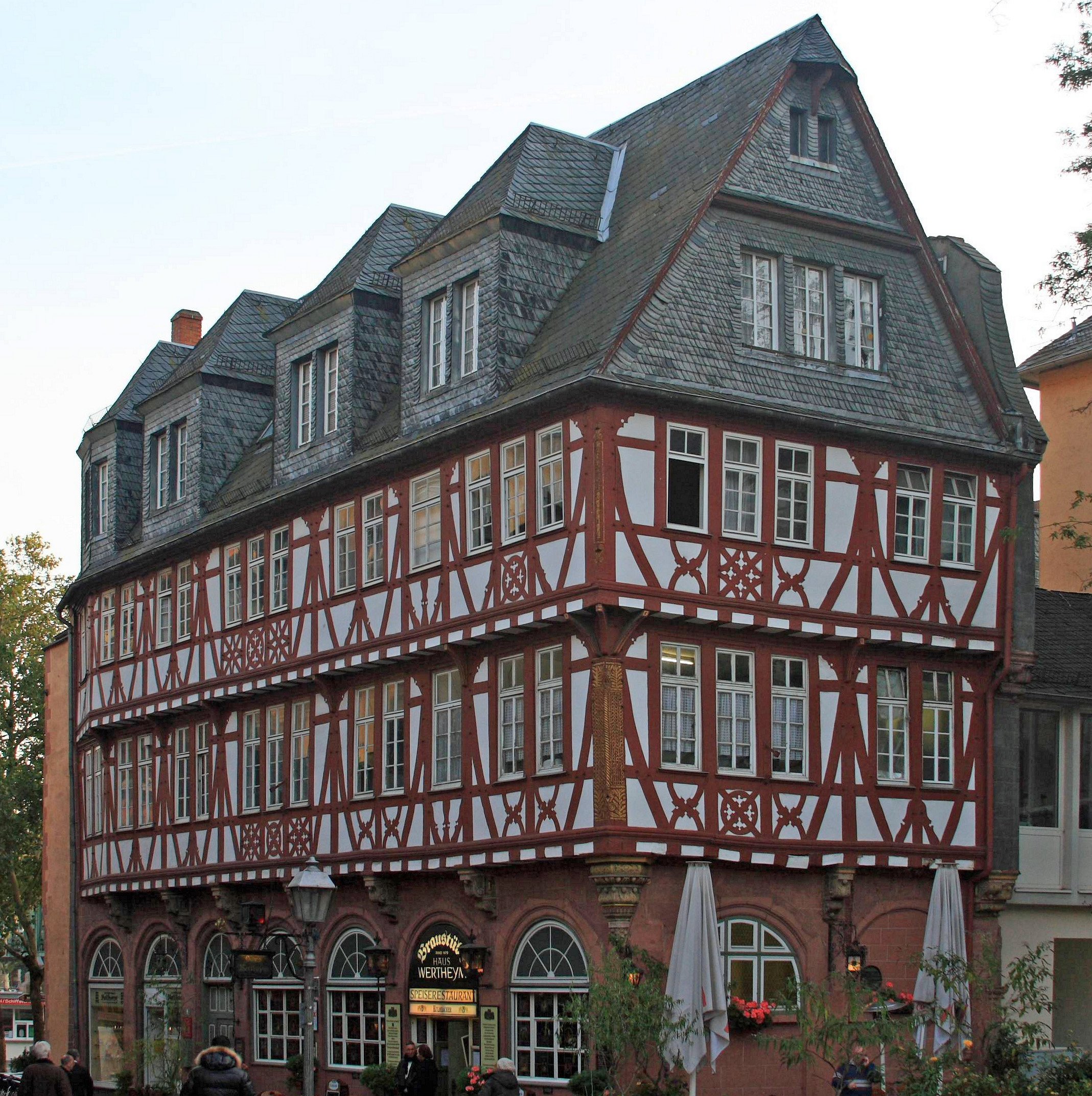
Haus Wertheim, einziges original erhaltenes Fachwerkhaus in der Altstadt (2013)

Am Fahrtor, der vom Römerberg südlich in Richtung Main führenden Gasse, befindet sich zur Rechten Haus Wertheim (um 1600), das einzige völlig unbeschadet erhaltene Fachwerkhaus der Altstadt. Es ist ein reich verziertes dreigeschossiges Renaissancehaus mit dem in Frankfurt üblichen steinernen Erdgeschoss. Gegenüber steht der Rententurm, den Baumeister Eberhard Friedberger 1456 vollendete. Er überwachte den alten Hafen Frankfurts, hier wurden Zölle und Hafengebühren eingetrieben.
Nördlich des Römerbergs steht am Paulsplatz das um 1900 errichtete Neue Rathaus mit reichem Neurenaissance- und Neobarock-Dekor, sowie die Paulskirche, in der 1848/1849 die Deutsche Nationalversammlung tagte.

### Domhügel

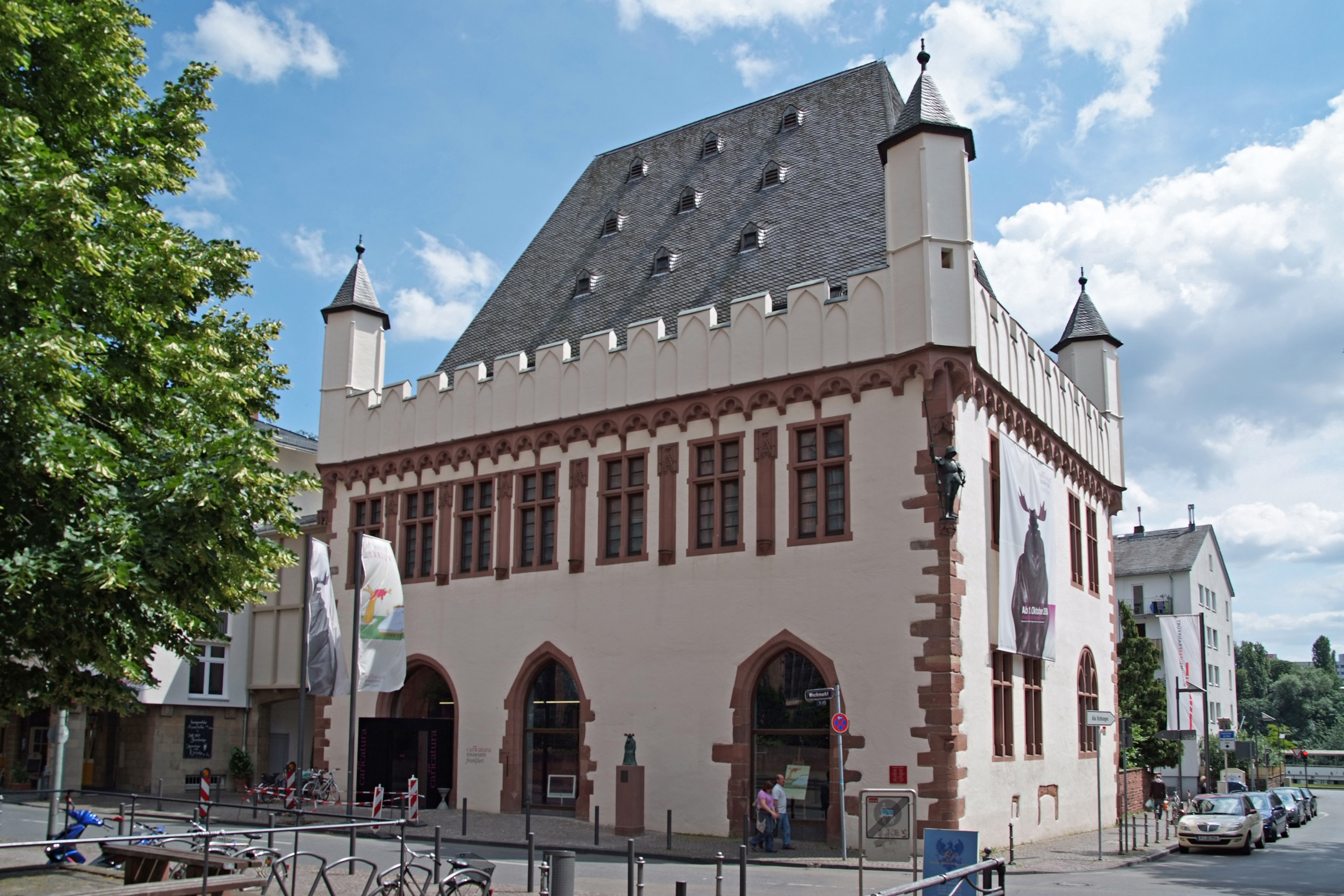
Leinwandhaus

Rund 300 Meter östlich des Römerbergs erhebt sich die größte und bedeutendste Kirche der Stadt, der katholische Kaiserdom St. Bartholomäus mit seinem 95 Meter hohen Westturm. Seit dem Mittelalter wurde hier die Mehrzahl der deutschen Könige gewählt. Von 1562 bis 1792 wurden zudem 10 Kaiser des Heiligen Römischen Reichs in der Bartholomäuskirche gekrönt. Zwischen Dom und Römerberg verläuft der Markt (im Mittelalter Kramgasse), die mehr als 70 Jahre nach ihrer Zerstörung wiedererstandene Hauptstraße der Altstadt. Hier verlief der heute sogenannte Krönungsweg, den der Kaiser nach der Krönung zu den Feierlichkeiten am Römerberg nahm.
Vor dem Westturm des Doms liegt der 2012 bis 2015 mit dem Stadthaus am Markt überbaute Archäologische Garten, in dem Fundamentreste des römischen Militärlagers, der karolingischen Pfalz und mittelalterlicher Bürgerhäuser öffentlich zugänglich sind. Die nach dem Abriss des Technischen Rathauses wiedererstandenen Straßenzüge Hinter dem Lämmchen, Neugasse und der Hühnermarkt mit ihren Neubauten und Rekonstruktionen sind seit Mai 2018 wieder zugänglich. Mit dem Haus zur Goldenen Waage und dem Neuen Roten Haus wurden zwei der berühmtesten Fachwerkbauten der Altstadt wiedererrichtet. Weitere Rekonstruktionen sind die Häuser Grüne Linde, Würzgarten und Rotes Haus am Markt. Markante Neubauten sind die Häuser Großer Rebstock am Markt neben dem Haus am Dom, Neues Paradies an der Ecke zum Hühnermarkt, Altes Kaufhaus, Stadt Mailand und Zu den drei Römern am Westrand des Neubaugebietes.
An der Nordseite des Alten Marktes liegt das Steinerne Haus, ein gotischer Patrizierbau des 15. Jahrhunderts. Es ist Sitz des Frankfurter Kunstvereins. Vom Nürnberger Hof (um 1410), dem Messequartier der Nürnberger Kaufleute, ist in der Nähe des Steinernen Hauses noch eine Tordurchfahrt erhalten.
Südlich des Marktes erstreckt sich die 1986 eröffnete Kunsthalle Schirn, etwa entlang der früheren Bendergasse. Im selben Block, an der Nordseite der Saalgasse entstanden gleichzeitig Stadthäuser in den Proportionen der ehemaligen Altstadt, aber der postmodernen Architektur ihrer Zeit. Südlich des Doms befindet sich am Weckmarkt das dem Steinernen Haus architektonisch verwandte Leinwandhaus, das heute das Museum für Komische Kunst beherbergt.
Zwischen Dom, Fahrgasse und Main wurde in den 1950er Jahren im Stile der Zeit gebaut. Die meisten historischen Gassen des ehemaligen Metzgerquartiers gingen dabei verloren. Es entstanden ruhige, grüne Wohnhöfe, deren unregelmäßige Gestaltung und kleinen Durchgänge Menschen mit viel Phantasie an die verwunschenen Altstadtgassen erinnern könnten. In der ehemaligen Altstadt gab es zahlreiche kleine Brunnen, von denen viele gerettet und in den Wohnhöfen wieder aufgestellt werden konnten.

### Westliche Altstadt

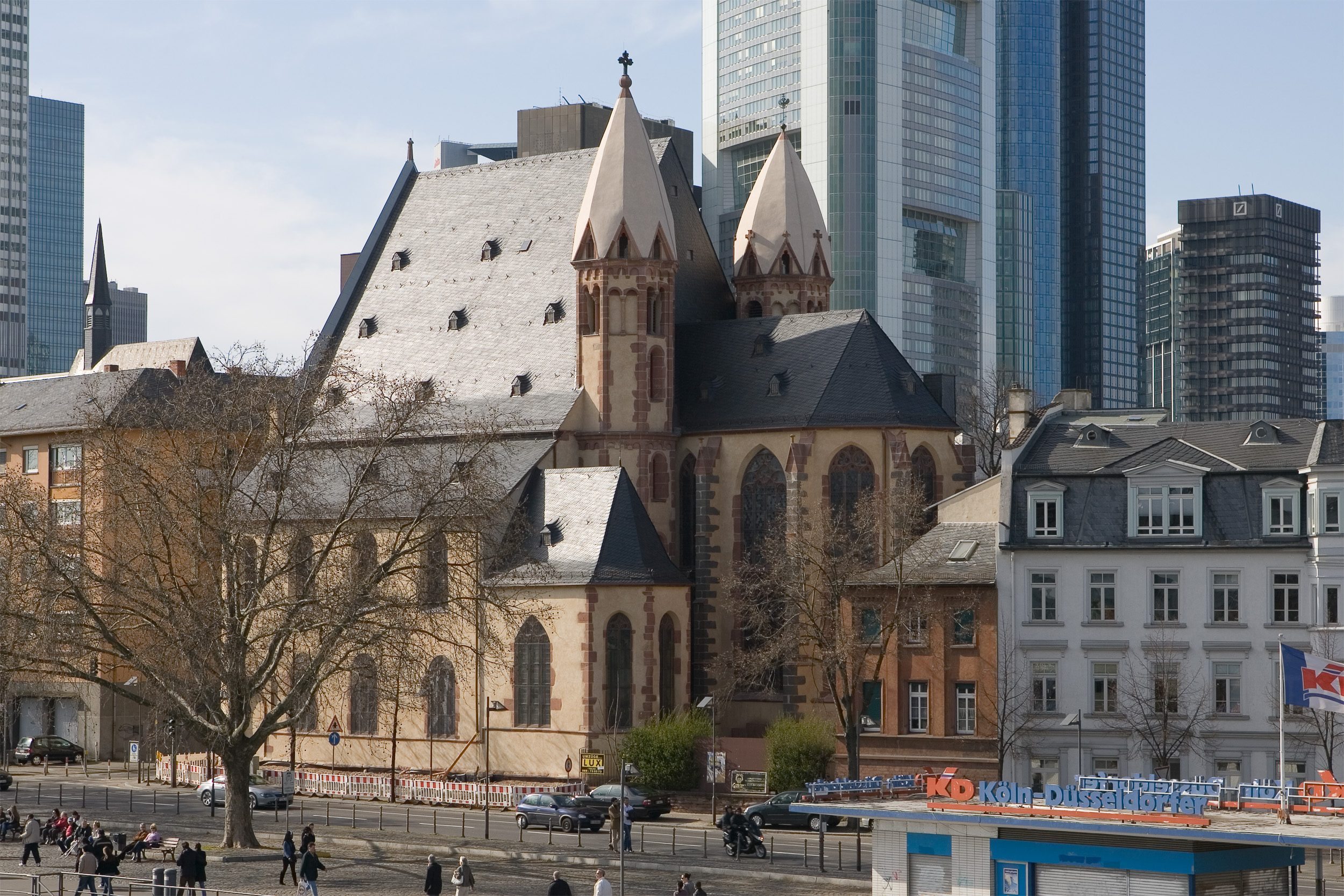
Leonhardskirche

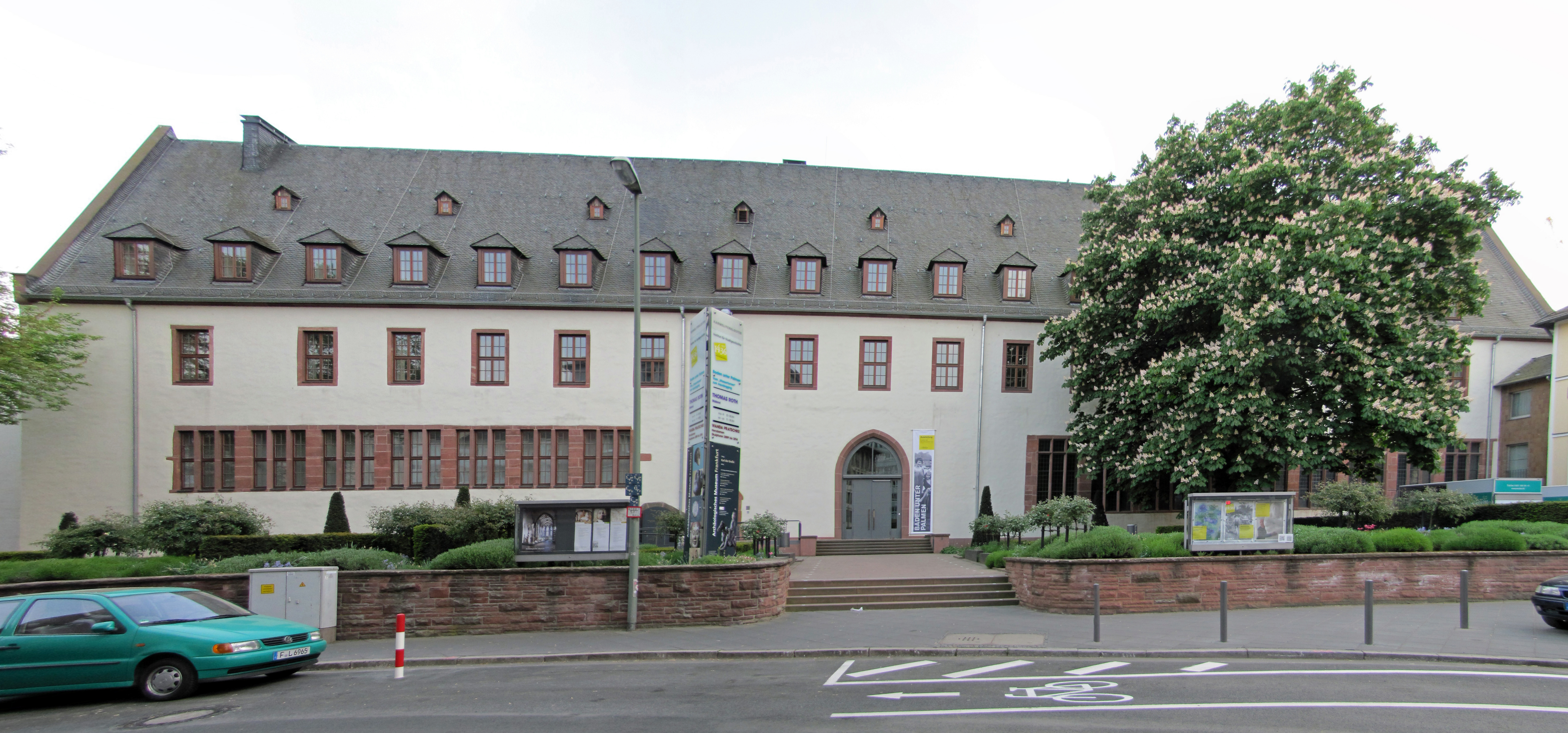
Karmeliterkloster

Das markanteste Bauwerk in der westlichen Altstadt ist die Leonhardskirche, die einzige Kirche in der Frankfurter Innenstadt, die im Zweiten Weltkrieg unzerstört blieb. Das Nordportal und die zwei Osttürme sind noch romanisch, die Basilika selbst spätgotisch. Den Hochchor entwarf Dombaumeister Madern Gerthener.
Wenige Schritte entfernt steht das ehemalige Karmeliterkloster, heute Sitz des Instituts für Stadtgeschichte und des Archäologischen Museums. Hier sind unter anderem die Funde aus der römischen Stadt Nida (heute Frankfurt-Heddernheim) zu sehen. Die spätgotischen Wandmalereien von Jörg Ratgeb in Kreuzgang und Refektorium, der umfangreichste Zyklus von Wandmalerei nördlich der Alpen, gehören zu den großen Kunstschätzen der Stadt.
In der Nähe des Klosters, in der Seckbächer Gasse am Mainufer, hat sich eine kleine Pforte der Stadtbefestigung von 1333 erhalten.
Nördlich der Berliner Straße steht im Großen Hirschgraben das Goethe-Haus, das Geburtshaus des Dichters.

### Nördliche Altstadt

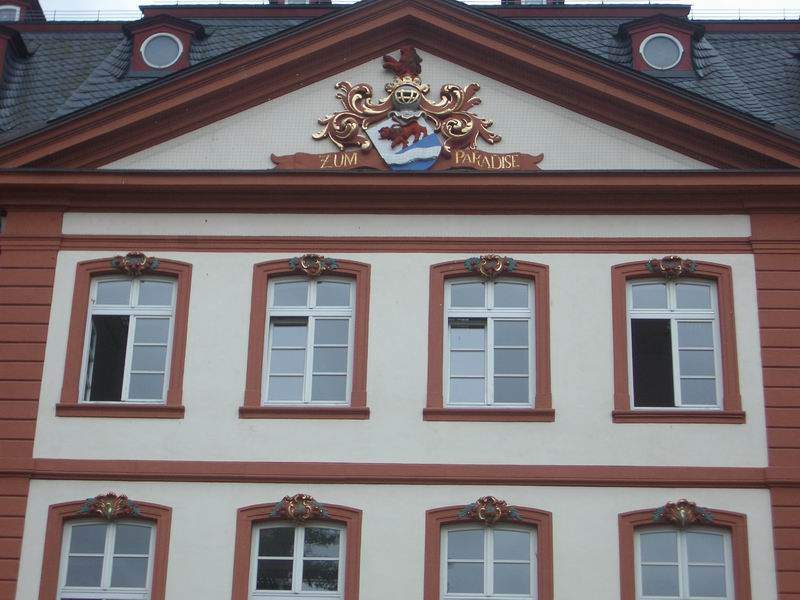
Haus zum Paradies am Liebfrauenberg

Die nördliche Altstadt ist der Bereich zwischen der heutigen Berliner Straße und der Staufenmauer, deren ehemalige Verlauf an den Graben-Straßen (Hirschgraben, Holzgraben) ablesbar ist. Sie ist das Gebiet, das die Stadt durch die zweite Stadterweiterung im 12. Jahrhundert hinzugewann. Im Gegensatz zum älteren Teil im Bereich der ehemaligen karolingischen Pfalz, der ein unregelmäßiges Straßennetz aufweist, hatte die nördliche Altstadt ein nahezu rechtwinkliges Gassenraster. Im Viertel zwischen den „Hauptstraßen“ Neue Kräme, Töngesgasse, Fahrgasse und Schnurgasse (die etwa im Verlauf der heutigen Berliner Straße lag) zogen sich beispielsweise zwölf kleine, parallele, von Nord nach Süd führende Gässchen.
Mittelpunkt der nördlichen Altstadt und einer der schönsten Plätze der Stadt ist der Liebfrauenberg, der von der gotischen Liebfrauenkirche beherrscht wird. Ihr gegenüber liegt das Haus zum Paradies, einer der wenigen großen Barockbauten der Stadt. In der Mitte des Platzes steht ein großer barocker Brunnen aus dem Jahr 1770.
Vom Liebfrauenberg führt die Einkaufsstraße Töngesgasse nach Osten, die Liebfrauenstraße nach Norden zur Zeil und die Fußgängerzone Neue Kräme nach Süden zum Römerberg. Letztere erweiterte, wie ihr Name verrät, als Markt- und Messestraße den oben schon beschriebenen Alten Markt und war eine wichtige Nord-Süd-Verbindung.
Der größte Teil der nördlichen Altstadt wurde am 26. Juni 1719 beim „Großen Christenbrand“ (zur Unterscheidung zum „Großen Judenbrand“ in der Judengasse acht Jahre zuvor) zerstört. Im Bereich zwischen Fahrgasse, Schnurgasse und Töngesgasse starben dabei 282 Menschen, 425 Häuser wurden zerstört. Das Gebiet wurde jedoch rasch und auf den alten, kleinen Parzellen wieder aufgebaut.

### Östliche Altstadt

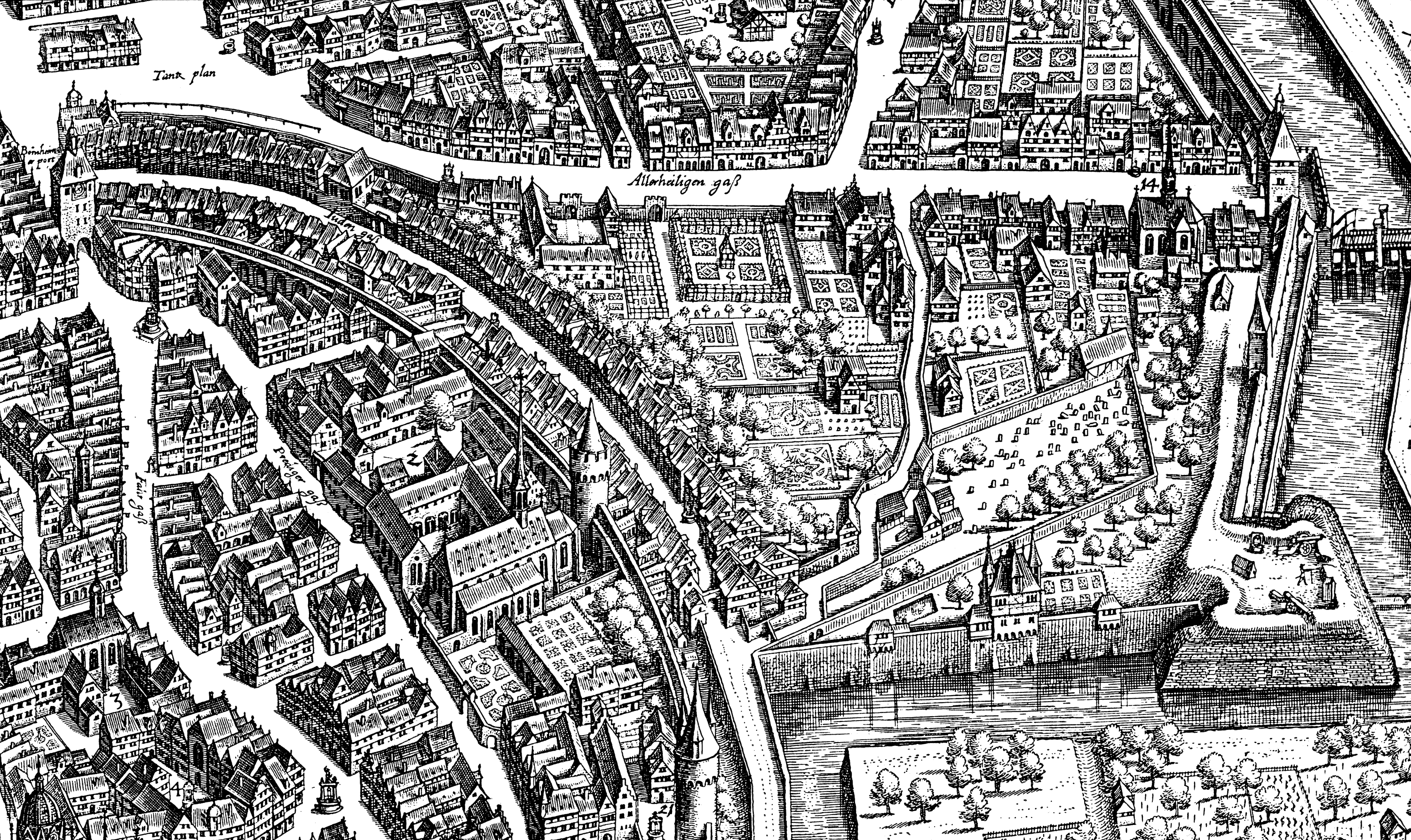
Die östliche Altstadt, die Judengasse, die Staufenmauer und das Bornheimer Tor, 1628

Die Hauptstraße der östlichen Altstadt war die Fahrgasse. Sie verlief von der Bornheimer Pforte an der Konstablerwache zur Alten Brücke; der gesamte Verkehr über die einzige Mainquerung zwischen Mainz und Aschaffenburg führte durch diese Straße.
Östlich der Fahrgasse liegt das ehemalige, 1953 bis 1957 auf altem Grundriss wiederaufgebaute Dominikanerkloster mit der Heiliggeistkirche. Es ist der Sitz des evangelischen Stadtdekanats und des evangelischen Regionalverbandes Frankfurt. Östlich davon liegt der Börneplatz, der größte und verkehrsreichste Platz des Viertels. Er war, unter wechselnden Namen, Mittelpunkt des jüdischen Lebens in Frankfurt. Hier endete die Judengasse, hier befand sich seit 1882 die in den Novemberpogromen 1938 zerstörte Börneplatzsynagoge und hier liegt noch heute der Alte Jüdische Friedhof, Battonnstraße, dessen älteste Grabdenkmäler aus dem Jahr 1272 stammen. Im Museum Judengasse, Teil des Jüdischen Museums Frankfurt, können ausgegrabene Reste des Ghettos und der Synagoge besichtigt werden.

### Ehemalige und rekonstruierte Bauwerke

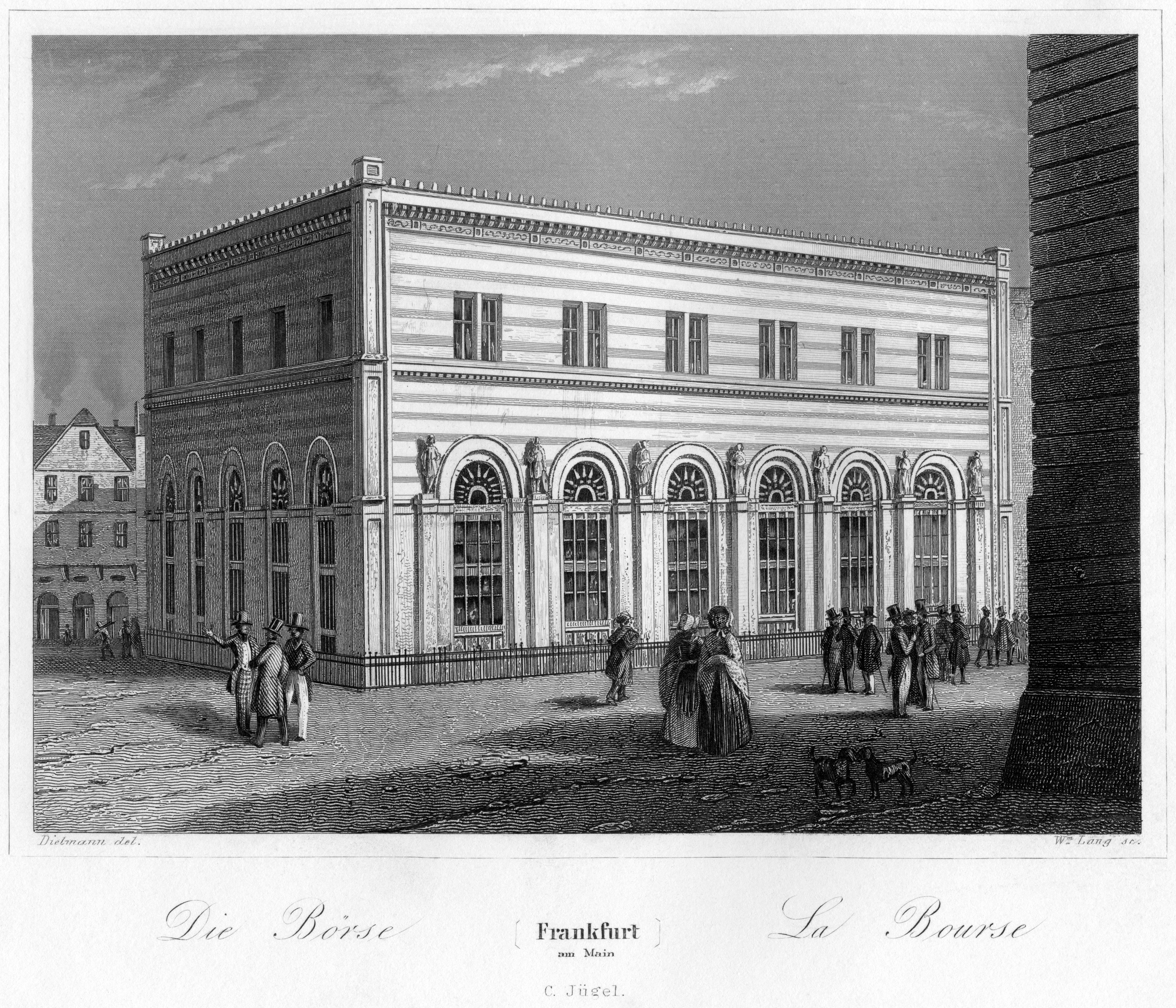
Die Alte Börse schloss den Platz neben der Paulskirche, ca. 1845

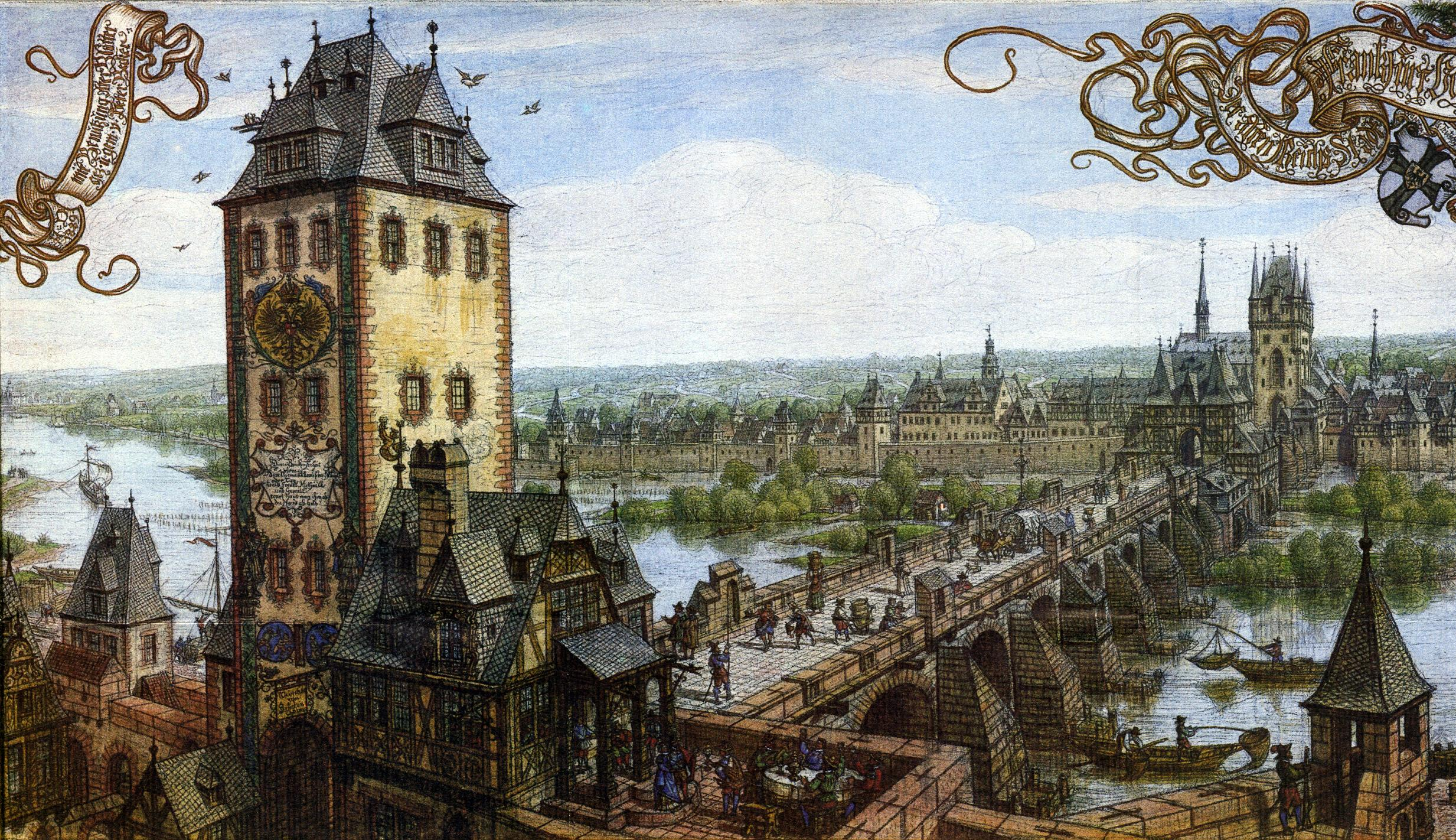
Alte Brücke um 1600, Aquarell von 1889

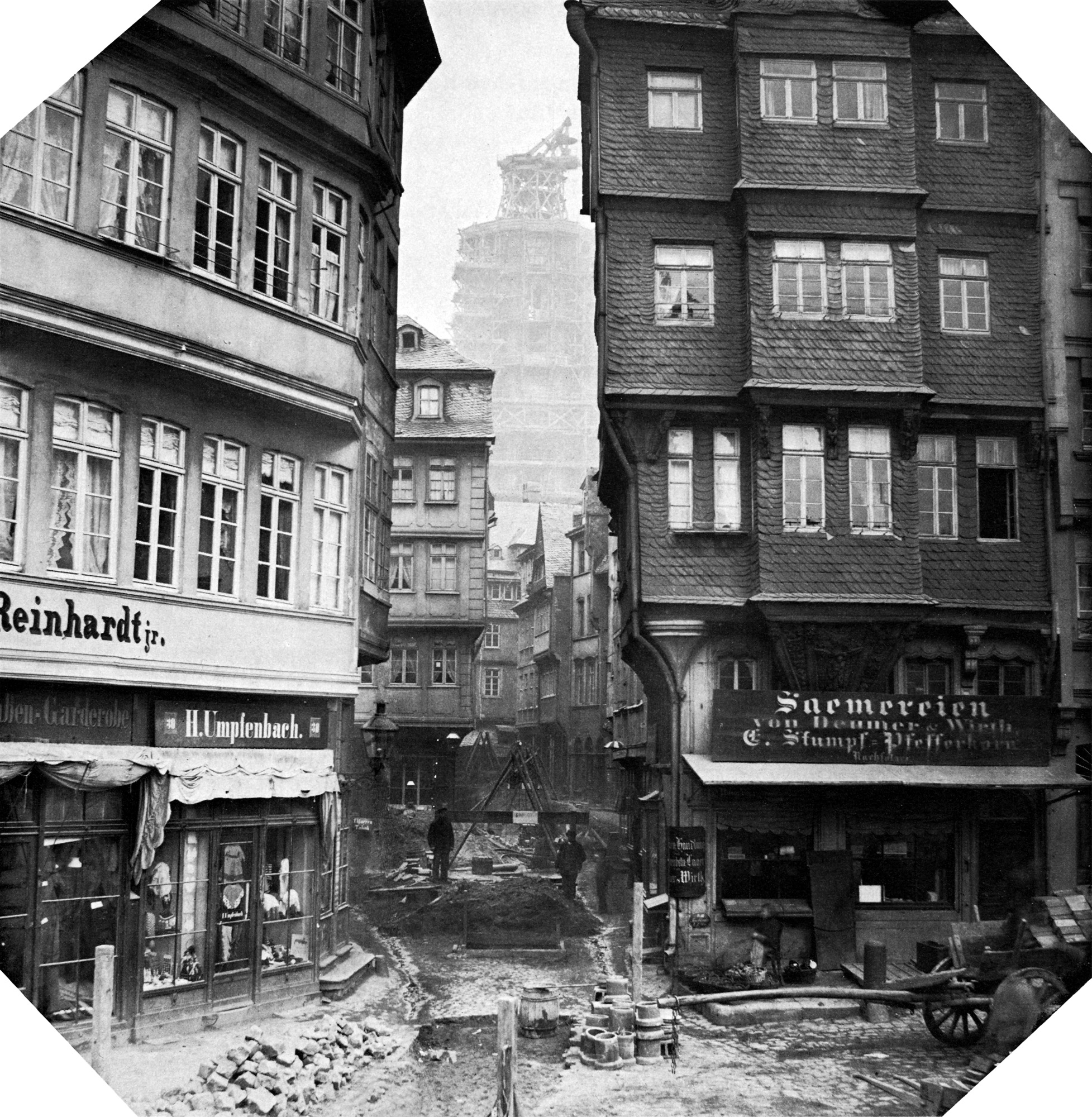
Kanalbau am Markt, 1867

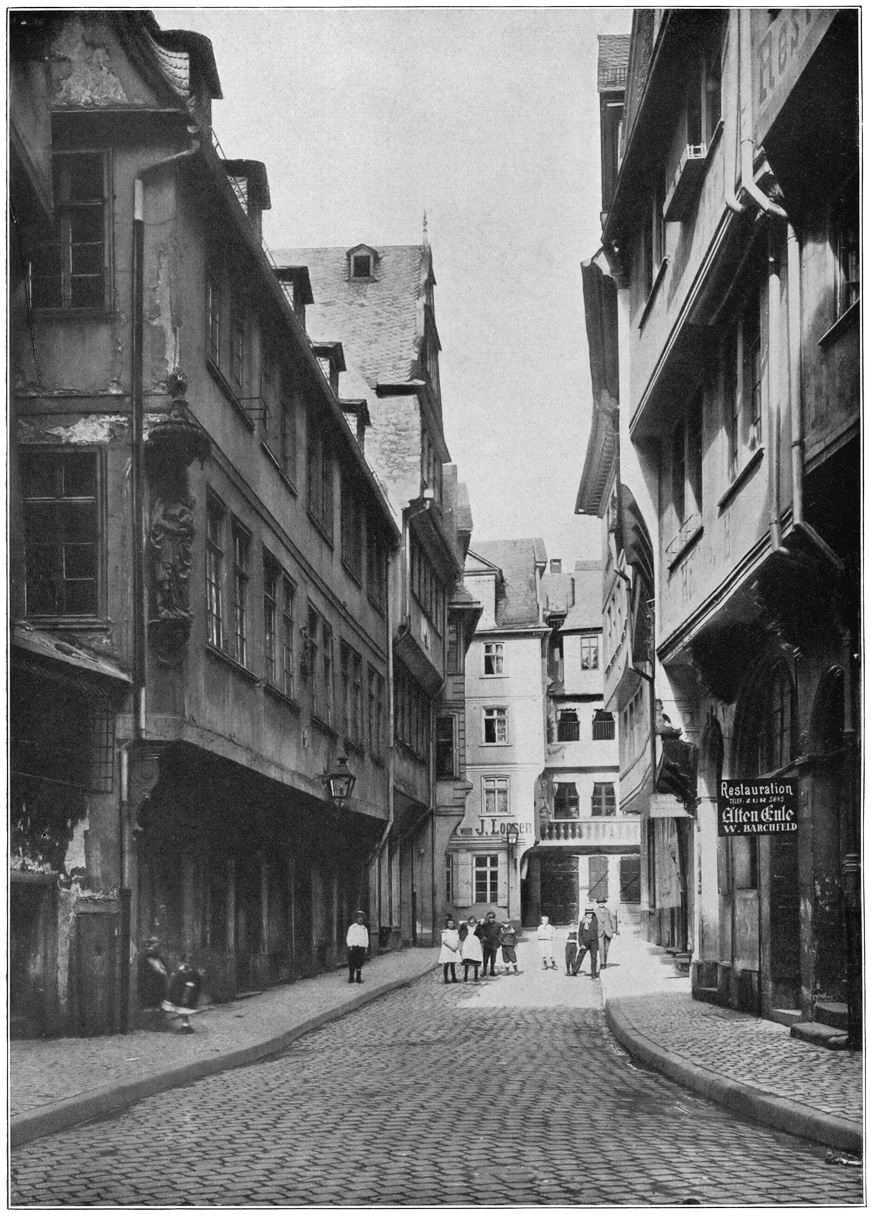
Hinter dem Lämmchen, 1910

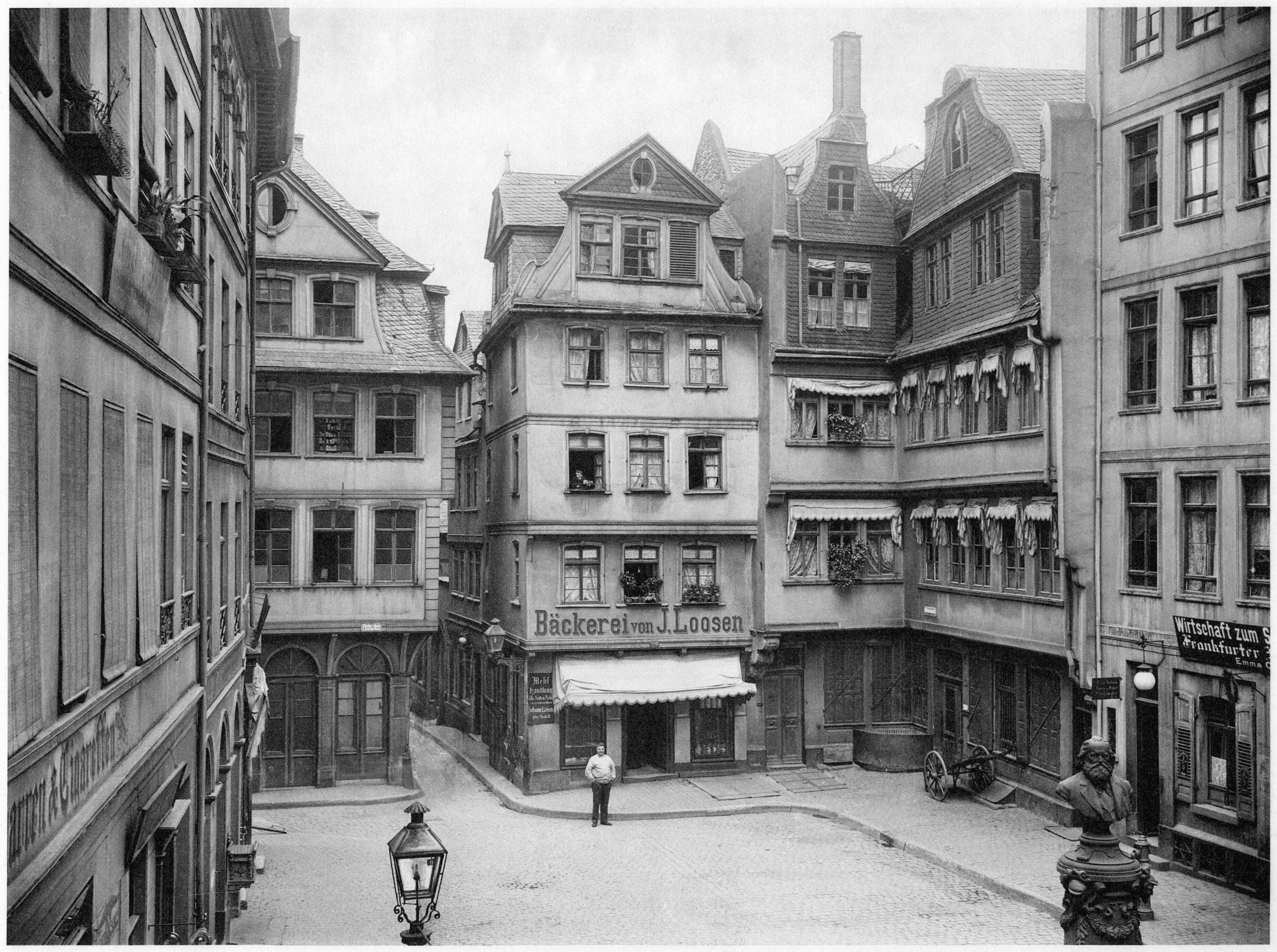
Hühnermarkt, 1903

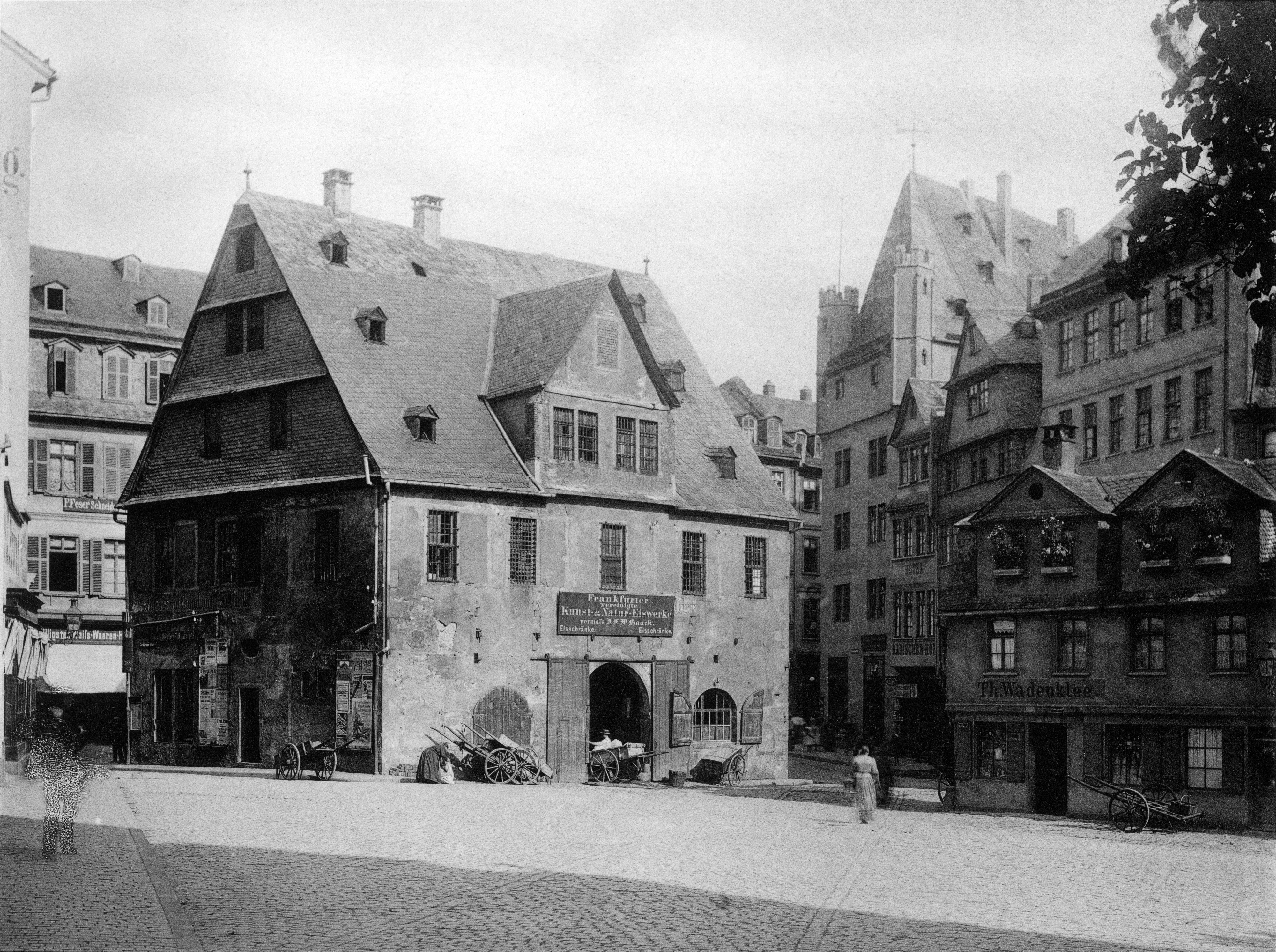
Mehlwaage und Fürsteneck am Garküchenplatz, etwa 1880

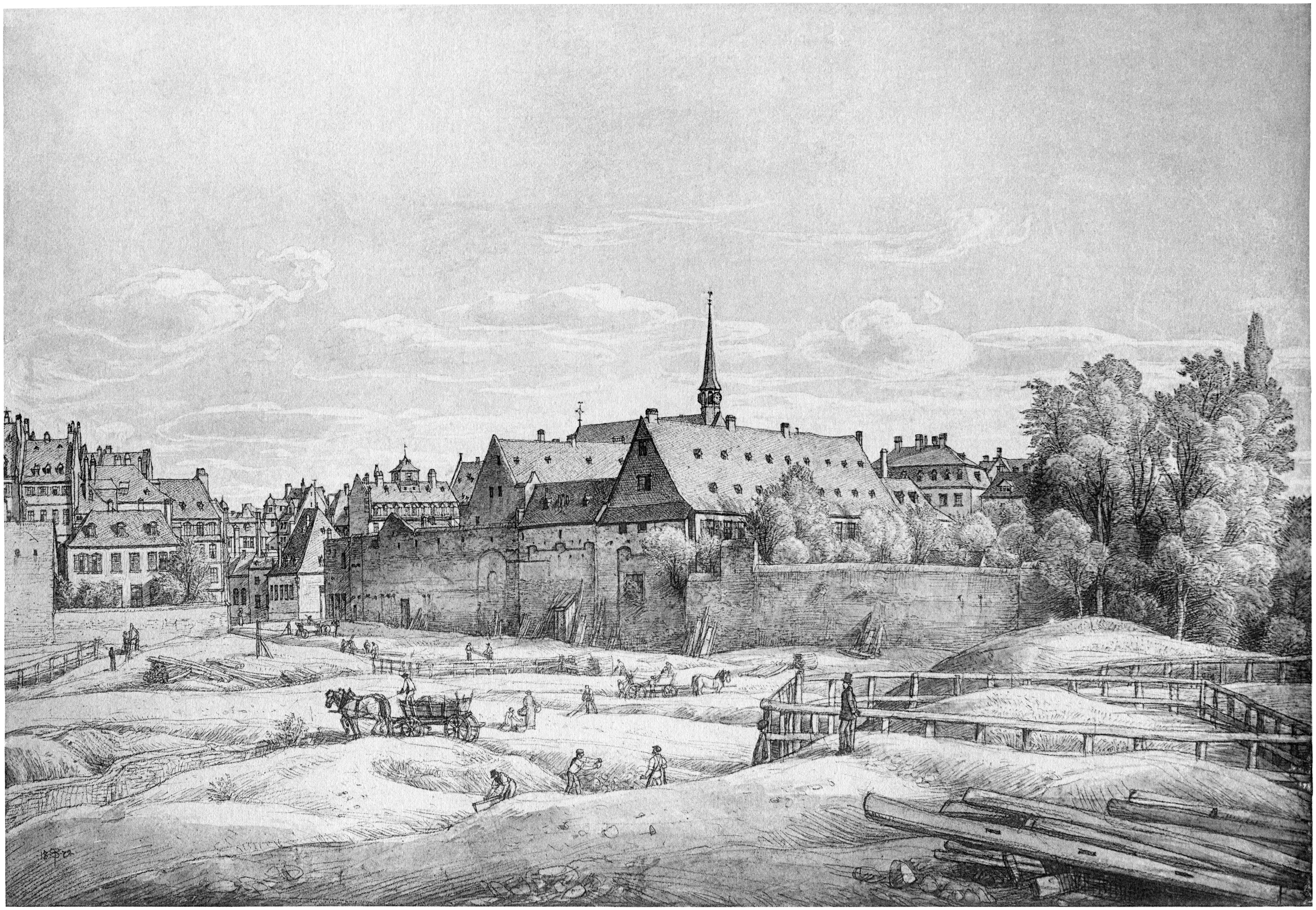
Weißfrauenkloster und -kirche 1872

Viele Baudenkmäler sowie markante Gebäude bzw. Straßenecken oder ganze Straßenzüge der Altstadt sind durch den Zweiten Weltkrieg oder durch Abriss verloren gegangen, einige davon wiederaufgebaut oder – teilweise über 70 Jahre nach der Zerstörung – rekonstruiert. Hier seien ein paar der wichtigsten genannt:
- Die Alte Börse am Paulsplatz war ein 1843 entstandener Bau des späten Klassizismus, 1944 ausgebrannt und 1952 abgerissen.
- Die Alte Brücke wurde 1222 erstmals urkundlich erwähnt. Sie wurde im Laufe der Jahrhunderte mindestens 18 mal zerstört und wiederaufgebaut. 1914 wurde das einzige schöne und einer so großen Stadt würdige Monument aus früheren Zeiten (Goethe) abgerissen. Die 1926 an ihrer Stelle eingeweihte Neue Alte Brücke wurde nach Kriegszerstörung 1965 vereinfacht wieder aufgebaut.
- Die Bendergasse war der Inbegriff einer Altstadtgasse mit zahlreichen fünf- bis sechsstöckigen Fachwerkbauten des 16. bis 18. Jahrhunderts. 1944 zerstört, wurde das Gelände bis 1950 geräumt. Heute befindet sich hier die Kunsthalle Schirn.
- Die Deutsch-reformierte Kirche am Großen Kornmarkt entstand 1789 bis 1792 im klassizistischen Stil. 1944 ausgebrannt, wurde sie nach dem Krieg abgerissen. Auf dem Gelände wurde in den 1950er Jahren der Neubau des Bundesrechnungshofs errichtet.
- Das Fünffingerplätzchen war ein beliebtes Postkartenmotiv, ein winziges Altstadtplätzchen nahe dem Römerberg. Hier trafen sich die Rapunzel-, Schwertfeger-, Drachen-, Goldhut- und die Flößergasse (1944 ausgebrannt).
- Der Garküchenplatz lag östlich des Domes. In der Mitte des Platzes befand sich eine Gruppe von kleinen Häusern aus dem Anfang des 18. Jahrhunderts, die hauptsächlich der Versorgung der Messegäste dienten. Alle Häuser wurden 1944 restlos zerstört.
- Der Große Hirschgraben war eine bevorzugte Wohn- und Geschäftsstraße an der nordwestlichen Grenze der Altstadt. Die Häuser an der Nordseite der Straße gehörten bereits zur Neustadt. Außer dem Goethe-Haus befanden sich hier ursprünglich zahlreiche weitere Bürgerhäuser und Höfe aus dem späten 16. Jahrhundert, darunter das Haus Zum Spitznagel, der Hirschgrabenhof und die Andreaesche Waisenstiftung. Der Große Hirschgraben war noch im 19. Jahrhundert eine bevorzugte Wohngegend reicher Frankfurter Bürger, darunter der Familien Böhmer, Gwinner, Bethmann-Hollweg, Passavant und Andreae.
- Die Große Stalburg am Großen Kornmarkt wurde 1498 unter Claus Stalburg erbaut und war der prachtvollste Steinbau der Gotik in der Altstadt. Sie musste bereits 1789 Deutsch-reformierten Kirche weichen.
- Das Haus Alter Braunfels am Liebfrauenberg war ein gotischer Patrizier-Steinbau der Zeit um 1350, im 18. Jahrhundert barockisiert und ältester Sitz der Frankfurter Börse. 1943 brannte er aus und wurde wegen Einsturzgefahr direkt abgerissen.
- Das Haus zum Esslinger am Hühnermarkt war ein barock veränderter, spätgotischer Fachwerkbau, in dem Goethes Tante Johanna Melber im 18. Jahrhundert lebte, was er auch in seinem autobiographischen Werk Dichtung und Wahrheit beschrieb. Das Gebäude brannte 1944 nieder, die Ruine wurde 1950 beseitigt. Die 2018 eröffnete Rekonstruktion ist Sitz des Struwwelpeter-Museums.
- Das Haus Fürsteneck war ein gotischer Patrizier-Steinbau des 13. Jahrhunderts. In den 1920er Jahren aufwendig restauriert, brannte er 1944 aus. Die Reste wurden nach dem Krieg abgerissen.
- Das Haus zur Goldenen Waage in der Höllgasse westlich des Domes war ein aufwendig geschmückter Renaissance-Fachwerkbau. Entstanden 1618 bis 1619, wurde er Anfang des 20. Jahrhunderts renoviert. 1944 brannte die Goldene Waage aus, ihre Reste wurden 1950 abgeräumt. Die Rekonstruktion der Goldenen Waage wird 2018 als Außenstelle des Historischen Museums wiedereröffnet.
- Das Haus Lichtenstein war ein im Kern gotisches, im 18. Jahrhundert barock verändertes Patrizier-Steinhaus am südwestlichen Römerberg. Es brannte 1944 aus, die gut erhaltene, jedoch ungesicherte Ruine wurde 1946 bei einem Sturm schwer beschädigt und trotz bereits veranschlagten Wiederaufbaus kurz danach abgerissen.
- Der Hof Rebstock war ein Fachwerkbau des 17. Jahrhunderts und eines der bedeutendsten Gasthäuser der Altstadt. 1816 wurde hier der Dichter Friedrich Stoltze geboren. Große Teile wurden Anfang des 20. Jahrhunderts für den Durchbruch der Braubachstraße abgerissen, der Rest 1944 zerstört. Zwei Gebäude der ehemaligen Hofanlage wurden rekonstruiert.
- Hinter dem Lämmchen hieß eine schmale Gasse zwischen Nürnberger Hof und Hühnermarkt, in der sich einige der bedeutendsten Fachwerkhäuser der Stadt befanden, darunter die Häuser Zum Nürnberger Hof, Zum Mohrenkopf und Goldenes Lämmchen. Von 1974 bis 2010 war das ganze Areal mit dem Technischen Rathaus überbaut. Die Häuser Klein Nürnberg, Goldenes Lämmchen und Alter Esslinger wurden rekonstruiert.
- Der Hühnermarkt zwischen Dom und Römer war ein malerisches Ensemble von Fachwerkhäusern des 17. und 18. Jahrhunderts: Die bedeutendsten waren das Alte Rote Haus und das Neue Rote Haus am Durchgang zum Tuchgaden. Beide wurden inzwischen rekonstruiert. Auf dem Hühnermarkt stand bis 1944 der Stoltze-Brunnen, der 2016 wieder an seinen Stammplatz zurückkehrte. Das um 1405 entstandene Haus Schildknecht am Hühnermarkt hatte mit fast zwei Metern den größten Überhang aller Frankfurter Fachwerkhäuser. Rekonstruiert wurden die Häuser Zur Flechte, Goldene Schere, Eichhorn und Schlegel.
- Die Judengasse war von 1462 bis 1796 das Frankfurter Ghetto. Mehrmals niedergebrannt und wiederaufgebaut wurden ihre Reste 1874 bis 1888 abgerissen. Einzig die Synagoge und das Rothschildhaus blieben zunächst erhalten. Die Synagoge fiel 1938 den Novemberpogromen zum Opfer, das Rothschildhaus 1944 dem Bombenkrieg.
- Der Krautmarkt war ein Platz am Ausgang der Bendergasse zum Dom. Die barocken Steinhäuser des späten 18. Jahrhunderts wurden 1944 restlos zerstört.
- Der Markt galt als historisch wichtigste Altstadtgasse Frankfurts. Über ihn verlief der Krönungsweg der deutschen Kaiser vom Dom zum Römer. Die zahllosen, größtenteils reich verzierten Fachwerkbauten des 16. bis 18. Jahrhunderts wurden 1944 zerstört. Anfang der 1970er Jahre wurde das Gelände mit dem Technischen Rathaus und der U-Bahn-Station Römer überbaut. Nach dem Abriss des Rathauses entstand der Markt wieder. Rekonstruiert wurden die Häuser Goldene Waage, Grüne Linde, Rotes Haus, Neues Rotes Haus, Schlegel und Würzgarten. Markante Neubauten sind Großer Rebstock, Neues Paradies und das Haus Zu den drei Römern.
- Die Mehlwaage am Garküchenplatz war 1719 erbaut worden. Im Erdgeschoss wurde das Mehl amtlich gewogen und verzollt, die Obergeschosse dienten bis 1866 als städtisches Gefängnis. 1938 wurde das Gebäude aufwendig renoviert und brannte 1944 aus, blieb jedoch bis zur Traufhöhe stehen. Die Ruine wurde in der Nachkriegszeit abgerissen.
- Der Nürnberger Hof war ein umfangreicher Baukomplex aus dem 13. Jahrhundert. Er wurde bereits 1905 beim Bau der Braubachstraße weitgehend abgerissen. Der Rest erlitt 1944 schwere Bombenschäden und wurde 1953 bis auf den barocken Torbau zugunsten der Berliner Straße abgerissen.
- Das Roseneck war eine sehr schöne Fachwerk-Häusergruppe südlich des Doms. Es wurde 1944 restlos zerstört.
- Die Saalgasse verlief südlich der Alten Nikolaikirche parallel zur Bendergasse. Ihre zahlreichen mehrstöckigen Fachwerkbauten und einigen Steinbauten des 16. bis 18. Jahrhunderts wurden 1944 zerstört und die Reste nach dem Krieg abgeräumt. Die Südseite wurde in den 1950er Jahren neu bebaut, auf der Nordseite entstand Anfang der 1980er Jahre eine Reihe postmoderner Stadthäuser.
- Die Scharnhäuser am Heilig-Geist-Plätzchen in der Saalgasse waren zwei barock veränderte, spätgotische Fachwerkbauten mit öffentlichen Durchgängen in ihren Erdgeschossen auf Holzsäulen. Um eines der Gebäude führte Johann Wolfgang Goethe in den 1770er Jahren einen erfolgreichen Gerichtsprozess. Die Gebäude brannten 1944 nieder und wurden bis 1950 abgeräumt.
- Das Technische Rathaus war der Sitz der technischen Ämter der Stadt Frankfurt am Main. Das in den Jahren 1972 bis 1974 entstandene Gebäude wurde 2010 bis 2012 für den Wiederaufbau der Altstadt abgetragen.
- Am Weckmarkt südlich des Domes lagen mit dem 1399 entstandenen Leinwandhaus und der ehemaligen Stadtwaage von 1504 zwei der bedeutendsten mittelalterlichen Steinbauten Frankfurts. Die Stadtwaage wurde um 1880 von Dombaumeister Franz Josef Denzinger im neugotischen Stil umgebaut. Sie beherbergte bis zur Zerstörung 1944 das Stadtarchiv. Die Ruine des Leinwandhauses wurde 1982 wiederaufgebaut.
- Der Weiße Hirsch am Großen Hirschgraben war eines der wenigen Anwesen in der Altstadt, die über einen großzügigen Garten verfügten, der allerdings teilweise bis in die Neustadt reichte. 1592 erstmals als Gasthof erwähnt, kam er 1753 in den Besitz der Hugenotten-Familie Gontard. Um 1790 im klassizistischen Stil umgebaut, war er eines der prächtigsten Häuser Frankfurts. 1795 bis 1800 lebte hier der Dichter Friedrich Hölderlin als Hauslehrer der Familie Gontard und Freund von Susette Gontard. 1872 wurde der Weiße Hirsch abgerissen und der Garten überbaut, um einen Straßendurchbruch zu den Frankfurter Westbahnhöfen zu ermöglichen. Auf dem Gelände liegen heute das Hotel Frankfurter Hof, der Kaiserplatz und der Commerzbank Tower.
- Das 1228 gegründete Weißfrauenkloster und die Weißfrauenkirche gehörten zu den ältesten Sakralbauten Frankfurts. 1542 nach Einführung der Reformation wurde das Kloster in eine Anstalt zur Versorgung hiesiger bedürftiger Jungfrauen und Witwen lutherischen Bekenntnisses umgewandelt, deren Rechtsnachfolger heute noch bestehen. Während die Klostergebäude 1912 abgerissen wurden, blieb die Kirche bis 1944 das geistliche Zentrum der westlichen Altstadt. Im Bombenkrieg schwer beschädigt, wurden die Reste der Kirche 1953 für die Verbreiterung der Weißfrauenstraße abgerissen.

## Kultur
In der Altstadt befinden sich zahlreiche Museen, die zum sogenannten Museumsufer entlang des Mains gerechnet werden, darunter das Jüdische Museum, das Archäologische Museum im Karmeliterkloster, das Historische Museum mit dem Schwerpunkt Stadtgeschichte, die Kunsthalle Schirn sowie das Museum für Moderne Kunst. Das Steinerne Haus, Sitz des Frankfurter Kunstvereins, das Leinwandhaus sowie das Literaturhaus Frankfurt in der Alten Stadtbibliothek sind wichtige Domizile der Frankfurter Kunstszene, die ihren Sitz in drei wiederaufgebauten historischen Gebäuden haben.
Unter den Frankfurter Theatern haben drei, nämlich die Komödie, die Volksbühne und das Kabarett Die Schmiere, ihre Spielstätten in der Altstadt. Früher war die Altstadt abends im Allgemeinen nicht sonderlich belebt, außer bei Großveranstaltungen wie dem Museumsuferfest. Seit Anfang des 21. Jahrhunderts hat der Publikumsverkehr deutlich zugenommen, vor allem durch Touristen. Während der Fußball-Weltmeisterschaft 2006 wurden zahlreiche Fußballspiele in die eigens dafür errichtete Mainarena übertragen, ein Freilichtkino für rund 15.000 Besucher am nördlichen Mainufer.